# Casa de Blois (Tibaldianos)
La Casa de Blois fue una familia que reinó en el Condado de Bles, en el centro de Francia, durante más de 4 siglos, desde el 958 con el conde Teobaldo I el Tramposo, hasta 1397 y la venta del condado a la familia real de Francia. Se trató de la rama principal de la Casa inicial de los Tibaldianos.
Fue una dinastía real y condal medieval. De sus principales miembros salieron condes de Blois, Chartres, Châteaudun, Troyes, Meaux, Champaña, duques de Bretaña y de Normandía, reyes de Francia, reyes de Navarra, un rey de Jerusalén, un rey de Inglaterra, así como condes de Aumale y de Boulogne. Fundada a mediados del siglo X con el linaje de los Tibaldianos, fue muy poderosa durante la mayor parte de la Edad Media. Sus miembros controlaron durante varios siglos los condados de Blois y de Champaña y el arzobispado de Bourges, y lograron cercar el dominio dominio real de los Capetos, antes de adquirir la corona de Navarra. Aunque la rama mayor terminó oficialmente en 1397, con la muerte de Guido II de Blois-Châtillon, otras ramas han sobrevivido durante los siglos.

## Rama principal de la Casa de Bles

### Casa de Blois luego de Blois-Champaña (943-1152)
| Retrato | Nombre                                                     | Vida                     | Títulos | Comentarios |  |
| ------- | ---------------------------------------------------------- | ------------------------ | --- | --- |  |
|         | Teobaldo I de Blois, el Tramposo                           | c. 910 – 977 (67 años)   | Conde de Blois Conde de Turena Conde de Chartres Conde de Châteaudun Conde de Provins Señor de Chinon Señor de Saumur                                                   | Hijo y sucesor del vizconde Teobaldo el Anciano, se proclamó conde independiente de Bles y Tours después de que murió Hugo el Grande, en 956, tal como co-gobernador de Neustria junto con Fulco II de Anjou desde 958. |  |
|         | Odón I de Blois                                            | c.950 – 996 (46 años)    | Conde de Blois Conde de Turena Conde de Chartres Conde de Châteaudun Conde de Provins Conde de Reims Conde de Beauvais Conde de Dreux                                   | Hijo menor de Teobaldo I y de Liutgarda. Se hizo cargo del condado tras la prematura muerte de su hermano mayor Teobaldo en Normandía. Atacó a Bouchard I de Vendôme aliado de Hugo Capeto, y tomó Melun. Acabó cambiando su alianza con Hugo por la cesión por parte de éste del condado de Dreux. Se casó con la carolingia Berta de Borgoña. |  |
|         | Teobaldo II de Blois                                       | c.983 – 1004 (19 años)   | Conde de Blois Conde de Turena Conde de Chartres Conde de Châteaudun Conde de Provins Conde de Reims Conde de Beauvais                                                  | Hijo mayor de Odón I, a quien sucedió bajo la regencia de su madre, Berta, que se volvió a casar con el rey franco Roberto II, quien reconquistó Tours, capturada por Fulco III de Anjou. Teobaldo murió de agotamiento cuando regresaba de Roma en 1004 a la edad de 19 años. |  |
|         | Odón II de Blois, el Champañés                             | c.985 – 1037 (52 años)   | Conde de Blois Conde de Turena Conde de Chartres Conde de Châteaudun Conde de Provins Conde de Reims Conde de Beauvais Conde de Sancerre Conde de Meaux Conde de Troyes | Hermano menor de Teobaldo II con quien coincidió en el reinado antes de sucederle. Entró en guerra con todos sus vecinos, se negó a devolver la dote matrimonial (la mitad de Dreux) a Ricardo II de Normandía. Continuó la guerra contra Fulco III, a quien finalmente conquistó, pero Odón fue a su vez derrotado en Pontlevoy por Herberto I de Maine. Heredó los condados de Troyes y de Meaux de su primo y forma por primera vez el conjunto bleso-champañés. También es hijo de Berta de Borgoña reclamó el Reino de Arlés después de 1032 pero fue derrotado cerca de Bar-le-Duc 5 años más tarde. |  |
|         | Teobaldo III de Blois, o Teobaldo I de Champaña            | c.1019 – 1089 (70 años)  | Conde de Blois Conde de Turena Conde de Chartres Conde de Châteaudun Conde de Provins Conde de Sancerre Conde de Meaux Conde de Troyes Señor de Château-Thierry         | Hijo mayor de Odón II, heredó el dominio del Loira, pero se negó a reconocer y pagar tributo al rey capecio Enrique I. Éste le "retiró" definitivamente el condado de Tours, que entregó a su aliado Godofredo IV de Anjou tras la batalla de Nouy. Reconstituyó el dominio paterno de bleso-champañés deshaciéndose de su sobrino Odón III, e instauró Champaña como condado proclamándose como Teobaldo I. Se casó con una hija del enemigo de su padre: Gersende de Maine. |  |
|         | Esteban Enrique, o Esteban II de Blois                     | c. 1045 – 1102 (57 años) | Conde de Blois Conde de Chartres Conde de Châteaudun Conde de Provins Conde de Sancerre Conde de Meaux Conde de Reims                                                   | Hijo mayor de Teobaldo III y Gersende, se casó con Adela de Normandía, hija del rey Guillermo I de Inglaterra. Bajo la influencia de su esposa, fue uno de los primeros señores en responder a la llamada del Papa Urbano II para la Primera Cruzada. Junto con otros barones, se deshonró abandonando el sitio de Antioquía pero encontró una muerte más honorable en la batalla de Ramla. |  |
|         | Teobaldo IV de Blois, o Teobaldo II de Champaña, el Grande | c.1090 – 1152 (62 años)  | Conde de Blois Conde de Chartres Conde de Châteaudun Conde de Troyes Conde de Champaña Señor de Sancerre                                                                | Hijo menor de Esteban II y de Adela, gobernó bajo la regencia de su madre y después en solitario. Tuvo que hacer frente a los ataques de su vasallo Hugo III del Puiset. Heredó el condado de Champaña de su tío Hugo I que se había marchado a Tierra Santa. Los barones normandos le propusieron ser rey de Inglaterra. Le pidieron que se convirtiera en su duque, pero al final fue su hermano Esteban quien fue coronado rey en 1135. Hizo de Champaña un estado poderoso dentro del reino estableciendo las famosas ferias de Champaña.                                                              |  |

#### Genealogía simplificada
: Rey de Inglaterra

 : Conde de Blois

 : Conde de Champaña

 : Conde de Tours
|  |  |                        |                        |                        |                        |                        |                        |                       |                       |                       |                       |                     |                     |                         |                         |                         |                         |                         |                         |                      |                      |                        |                        |                        |                        |                           |                           |                           |                           |                           |                           |  |  |                    |                    |                    |                    |                    |                    |
|  |  | Teobaldo I de Blois    | Teobaldo I de Blois    | Teobaldo I de Blois    | Teobaldo I de Blois    | Teobaldo I de Blois    | Teobaldo I de Blois    |                       |                       |                       |                       |                     |                     | Liutgarda de Vermandois | Liutgarda de Vermandois | Liutgarda de Vermandois | Liutgarda de Vermandois | Liutgarda de Vermandois | Liutgarda de Vermandois |                      |                      | Conrado III de Borgoña | Conrado III de Borgoña | Conrado III de Borgoña | Conrado III de Borgoña | Conrado III de Borgoña    | Conrado III de Borgoña    |                           |                           |                           |                           |  |  | Matilde de Francia | Matilde de Francia | Matilde de Francia | Matilde de Francia | Matilde de Francia | Matilde de Francia |
|  |  | Teobaldo I de Blois    | Teobaldo I de Blois    | Teobaldo I de Blois    | Teobaldo I de Blois    | Teobaldo I de Blois    | Teobaldo I de Blois    |                       |                       |                       |                       |                     |                     | Liutgarda de Vermandois | Liutgarda de Vermandois | Liutgarda de Vermandois | Liutgarda de Vermandois | Liutgarda de Vermandois | Liutgarda de Vermandois |                      |                      | Conrado III de Borgoña | Conrado III de Borgoña | Conrado III de Borgoña | Conrado III de Borgoña | Conrado III de Borgoña    | Conrado III de Borgoña    |                           |                           |                           |                           |  |  | Matilde de Francia | Matilde de Francia | Matilde de Francia | Matilde de Francia | Matilde de Francia | Matilde de Francia |
|  |  |                        |                        |                        |                        |                        |                        |                       |                       |                       |                       |                     |                     |                         |                         |                         |                         |                         |                         |                      |                      |                        |                        |                        |                        |                           |                           |                           |                           |                           |                           |  |  |                    |                    |                    |                    |                    |                    |
|  |  |                        |                        |                        |                        |                        |                        |                       |                       |                       |                       |                     |                     |                         |                         |                         |                         |                         |                         |                      |                      |                        |                        |                        |                        |                           |                           |                           |                           |                           |                           |  |  |                    |                    |                    |                    |                    |                    |
|  |  |                        |                        | Teobaldo               | Teobaldo               | Teobaldo               | Teobaldo               | Teobaldo              | Teobaldo              |                       |                       | Odón I de Blois     | Odón I de Blois     | Odón I de Blois         | Odón I de Blois         | Odón I de Blois         | Odón I de Blois         |                         |                         |                      |                      |                        |                        | Berta de Borgoña       | Berta de Borgoña       | Berta de Borgoña          | Berta de Borgoña          | Berta de Borgoña          | Berta de Borgoña          |                           |                           |  |  |                    |                    |                    |                    |                    |                    |
|  |  |                        |                        | Teobaldo               | Teobaldo               | Teobaldo               | Teobaldo               | Teobaldo              | Teobaldo              |                       |                       | Odón I de Blois     | Odón I de Blois     | Odón I de Blois         | Odón I de Blois         | Odón I de Blois         | Odón I de Blois         |                         |                         |                      |                      |                        |                        | Berta de Borgoña       | Berta de Borgoña       | Berta de Borgoña          | Berta de Borgoña          | Berta de Borgoña          | Berta de Borgoña          |                           |                           |  |  |                    |                    |                    |                    |                    |                    |
|  |  |                        |                        |                        |                        |                        |                        |                       |                       |                       |                       |                     |                     |                         |                         |                         |                         |                         |                         |                      |                      |                        |                        |                        |                        |                           |                           |                           |                           |                           |                           |  |  |                    |                    |                    |                    |                    |                    |
|  |  |                        |                        |                        |                        |                        |                        |                       |                       |                       |                       |                     |                     |                         |                         |                         |                         |                         |                         |                      |                      |                        |                        |                        |                        |                           |                           |                           |                           |                           |                           |  |  |                    |                    |                    |                    |                    |                    |
|  |  | Ermengarda de Auvergne | Ermengarda de Auvergne | Ermengarda de Auvergne | Ermengarda de Auvergne | Ermengarda de Auvergne | Ermengarda de Auvergne |                       |                       |                       |                       | Odón II de Blois    | Odón II de Blois    | Odón II de Blois        | Odón II de Blois        | Odón II de Blois        | Odón II de Blois        |                         |                         |                      |                      |                        |                        | Teobaldo II de Blois   | Teobaldo II de Blois   | Teobaldo II de Blois      | Teobaldo II de Blois      | Teobaldo II de Blois      | Teobaldo II de Blois      |                           |                           |  |  |                    |                    |                    |                    |                    |                    |
|  |  | Ermengarda de Auvergne | Ermengarda de Auvergne | Ermengarda de Auvergne | Ermengarda de Auvergne | Ermengarda de Auvergne | Ermengarda de Auvergne |                       |                       |                       |                       | Odón II de Blois    | Odón II de Blois    | Odón II de Blois        | Odón II de Blois        | Odón II de Blois        | Odón II de Blois        |                         |                         |                      |                      |                        |                        | Teobaldo II de Blois   | Teobaldo II de Blois   | Teobaldo II de Blois      | Teobaldo II de Blois      | Teobaldo II de Blois      | Teobaldo II de Blois      |                           |                           |  |  |                    |                    |                    |                    |                    |                    |
|  |  |                        |                        |                        |                        |                        |                        |                       |                       |                       |                       |                     |                     |                         |                         |                         |                         |                         |                         |                      |                      |                        |                        |                        |                        |                           |                           |                           |                           |                           |                           |  |  |                    |                    |                    |                    |                    |                    |
|  |  |                        |                        |                        |                        | Teobaldo III de Blois  | Teobaldo III de Blois  | Teobaldo III de Blois | Teobaldo III de Blois | Teobaldo III de Blois | Teobaldo III de Blois |                     |                     |                         |                         | Gersenda de Maine       | Gersenda de Maine       | Gersenda de Maine       | Gersenda de Maine       | Gersenda de Maine    | Gersenda de Maine    |                        |                        |                        |                        | Guillermo I de Inglaterra | Guillermo I de Inglaterra | Guillermo I de Inglaterra | Guillermo I de Inglaterra | Guillermo I de Inglaterra | Guillermo I de Inglaterra |  |  |                    |                    |                    |                    |                    |                    |
|  |  |                        |                        |                        |                        | Teobaldo III de Blois  | Teobaldo III de Blois  | Teobaldo III de Blois | Teobaldo III de Blois | Teobaldo III de Blois | Teobaldo III de Blois |                     |                     |                         |                         | Gersenda de Maine       | Gersenda de Maine       | Gersenda de Maine       | Gersenda de Maine       | Gersenda de Maine    | Gersenda de Maine    |                        |                        |                        |                        | Guillermo I de Inglaterra | Guillermo I de Inglaterra | Guillermo I de Inglaterra | Guillermo I de Inglaterra | Guillermo I de Inglaterra | Guillermo I de Inglaterra |  |  |                    |                    |                    |                    |                    |                    |
|  |  |                        |                        |                        |                        |                        |                        |                       |                       |                       |                       |                     |                     |                         |                         |                         |                         |                         |                         |                      |                      |                        |                        |                        |                        |                           |                           |                           |                           |                           |                           |  |  |                    |                    |                    |                    |                    |                    |
|  |  |                        |                        |                        |                        |                        |                        |                       |                       |                       |                       | Esteban II de Blois | Esteban II de Blois | Esteban II de Blois     | Esteban II de Blois     | Esteban II de Blois     | Esteban II de Blois     |                         |                         |                      |                      |                        |                        | Adela de Normandía     | Adela de Normandía     | Adela de Normandía        | Adela de Normandía        | Adela de Normandía        | Adela de Normandía        |                           |                           |  |  |                    |                    |                    |                    |                    |                    |
|  |  |                        |                        |                        |                        |                        |                        |                       |                       |                       |                       | Esteban II de Blois | Esteban II de Blois | Esteban II de Blois     | Esteban II de Blois     | Esteban II de Blois     | Esteban II de Blois     |                         |                         |                      |                      |                        |                        | Adela de Normandía     | Adela de Normandía     | Adela de Normandía        | Adela de Normandía        | Adela de Normandía        | Adela de Normandía        |                           |                           |  |  |                    |                    |                    |                    |                    |                    |
|  |  |                        |                        |                        |                        |                        |                        |                       |                       |                       |                       |                     |                     |                         |                         |                         |                         |                         |                         |                      |                      |                        |                        |                        |                        |                           |                           |                           |                           |                           |                           |  |  |                    |                    |                    |                    |                    |                    |
|  |  |                        |                        |                        |                        |                        |                        |                       |                       |                       |                       |                     |                     |                         |                         |                         |                         |                         |                         |                      |                      |                        |                        |                        |                        |                           |                           |                           |                           |                           |                           |  |  |                    |                    |                    |                    |                    |                    |
|  |  |                        |                        | Matilde de Carintia    | Matilde de Carintia    | Matilde de Carintia    | Matilde de Carintia    | Matilde de Carintia   | Matilde de Carintia   |                       |                       |                     |                     |                         |                         | Teobaldo IV de Blois    | Teobaldo IV de Blois    | Teobaldo IV de Blois    | Teobaldo IV de Blois    | Teobaldo IV de Blois | Teobaldo IV de Blois |                        |                        | Esteban de Inglaterra  | Esteban de Inglaterra  | Esteban de Inglaterra     | Esteban de Inglaterra     | Esteban de Inglaterra     | Esteban de Inglaterra     |                           |                           |  |  |                    |                    |                    |                    |                    |                    |
|  |  |                        |                        | Matilde de Carintia    | Matilde de Carintia    | Matilde de Carintia    | Matilde de Carintia    | Matilde de Carintia   | Matilde de Carintia   |                       |                       |                     |                     |                         |                         | Teobaldo IV de Blois    | Teobaldo IV de Blois    | Teobaldo IV de Blois    | Teobaldo IV de Blois    | Teobaldo IV de Blois | Teobaldo IV de Blois |                        |                        | Esteban de Inglaterra  | Esteban de Inglaterra  | Esteban de Inglaterra     | Esteban de Inglaterra     | Esteban de Inglaterra     | Esteban de Inglaterra     |                           |                           |  |  |                    |                    |                    |                    |                    |                    |
|  |  |                        |                        |                        |                        |                        |                        |                       |                       |                       |                       |                     |                     |                         |                         |                         |                         |                         |                         |                      |                      |                        |                        |                        |                        |                           |                           |                           |                           |                           |                           |  |  |                    |                    |                    |                    |                    |                    |
|  |  |                        |                        |                        |                        |                        |                        |                       |                       |                       |                       |                     |                     |                         |                         |                         |                         |                         |                         |                      |                      |                        |                        |                        |                        |                           |                           |                           |                           |                           |                           |  |  |                    |                    |                    |                    |                    |                    |
|  |  |                        |                        | Enrique I de Champaña  | Enrique I de Champaña  | Enrique I de Champaña  | Enrique I de Champaña  | Enrique I de Champaña | Enrique I de Champaña |                       |                       |                     |                     |                         |                         | Teobaldo V de Blois     | Teobaldo V de Blois     | Teobaldo V de Blois     | Teobaldo V de Blois     | Teobaldo V de Blois  | Teobaldo V de Blois  |                        |                        |                        |                        |                           |                           |                           |                           |                           |                           |  |  |                    |                    |                    |                    |                    |                    |
|  |  |                        |                        | Enrique I de Champaña  | Enrique I de Champaña  | Enrique I de Champaña  | Enrique I de Champaña  | Enrique I de Champaña | Enrique I de Champaña |                       |                       |                     |                     |                         |                         | Teobaldo V de Blois     | Teobaldo V de Blois     | Teobaldo V de Blois     | Teobaldo V de Blois     | Teobaldo V de Blois  | Teobaldo V de Blois  |                        |                        |                        |                        |                           |                           |                           |                           |                           |                           |  |  |                    |                    |                    |                    |                    |                    |

A la muerte de Teobaldo IV en 1152 el conjunto bleso-champañés se dividió de nuevo pero definitivamente: Enrique, su hijo mayor, recibió Champaña, mientras que Blois pasó a su hijo menor Teobaldo V quien inició la rama de Blois-Châtillon rama de la casa.

### Casa de Champaña luego de Navarra (1152-1305)
| Retrato | Nombre                                                        | Vida                  | Títulos                                                        | Comentarios |
| ------- | ------------------------------------------------------------- | --------------------- | -------------------------------------------------------------- | --- |
|         | Enrique I de Champaña, el Liberal                             | 1127 – 1181 (54 años) | Conde de Champaña Conde de Brie                                | Hijo mayor de Teobaldo IV, compartió el dominio bleso-champañés con sus hermanos y se hizo con la parte más rica, la de Champaña, dejando atrás su territorio ancestral a orillas del Loira. Optó por poner fin a la enemistad con los Capetos y ofreció la mano de su hermana Adela al rey Luis VII que le dio un hijo largamente esperado, Felipe el Augusto, el futuro rey Felipe II. En 1164 se casó con la princesa María de Francia y gozó de gran prestigio en el reino. |
|         | Enrique II de Champaña                                        | 1166 – 1197 (31 años) | Conde de Champaña Rey de Jerusalén                             | Hijo mayor de Enrique I de Champaña reinó bajo la regencia de su madre, María. En 1189 partió hacia la Tercera Cruzada con sus tíos Felipe II y Ricardo Corazón de León a Tierra Santa donde se casó con Isabel de Jerusalén antes de convertirse rey de Jerusalén en 1192. Murió en circunstancias turbulentas en 1197 al caer desde un balcón en San Juan de Acre. |
|         | Teobaldo III de Champaña                                      | 1179 – 1201 (22 años) | Conde palatino de Champaña                                     | A la muerte de su hermano mayor Enrique II le sucedió en el condado de Champaña y se convirtió en uno de los 6 pares seculares de Francia. En 1199 se casó con Blanca de Navarra pero no tardó en organizar una nueva cruzada y murió en Troyes en 1201, dejando a su esposa embarazada del futuro Teobaldo I de Navarra. |
|         | Teobaldo IV de Champaña, o Teobaldo I de Navarra, el Trovador | 1201 – 1253 (52 años) | Conde palatino de Champaña Rey de Navarra                      | Como hijo póstumo de Teobaldo III, su madre asumió la regencia, pero tuvo que enfrentarse a las pretensiones de las primas de su difunto marido, las princesas de Jerusalén y Érard de Brienne, que reclamaban Champaña en una guerra de sucesión. En 1234, heredó el reino de Navarra de su tío Sancho el Fuerte y se convirtió en Teobaldo I de Navarra pero perdió el vasallaje sobre las tierras ancestrales de Blois en favor de Luis IX.                                  |
|         | Teobaldo V de Champaña, o Teobaldo II de Navarra, el Joven    | 1239 –1270 (31 años)  | Rey de Navarra Conde palatino de Champaña                      | Hijo mayor de Teobaldo el Trovador, se casó con Isabel de Francia, hija de Luis IX, y se embarcó con éste para la Octava Cruzada. Murió sin descendencia a causa de la peste a su regreso de la Cruzada en 1270. |
|         | Enrique III de Champaña, o Enrique I de Navarra, el Gordo     | 1244 – 1274 (30 años) | Rey de Navarra Conde palatino de Champaña                      | Hermano de Teobaldo II de Navarra, que le sucedió a su muerte. Se casó con Blanca de Artois con la que tuvo un hijo, Teobaldo, que murió en la infancia. A su muerte, en 1274, le sucedió su hija. |
|         | Juana I de Champaña y Navarra                                 | 1273 – 1305 (34 años) | Reina de Navarra Condesa palatina de Champaña Reina de Francia | Hija única de Enrique I de Navarra, al que le sucedió a su muerte. Al casarse con el capeto Felipe IV, se convirtió en reina de Francia. Última dinastía de la rama mayor, sus posesiones (Navarra y Champaña) fueron anexionadas temporalmente al dominio real capeto por su hijo, Luis X. |

Tras la muerte del rey Luis X (hijo de Juana I), sin heredero varón, las coronas de Francia y Navarra vuelven a separarse: la hija de Luis, Juana II fue coronada reina de Navarra y transmitió el trono a todos sus descendientes hasta la doble coronación de Enrique III de Navarra y IV de Francia en 2 de agosto de 1589. Mientras tanto, el trono francés estaba ocupado por la Casa de Valois.

#### Genealogía simplificada
: Rey (de Francia, Navarra o Chipre)

 : Conde de Blois

 : Conde de Champaña
|                      |                      |                      |                      |                      |                      |                      |                      |                       |                       |                       |                       |                       |                       |                          |                          |                          |                          |                          |                          |                        |                        |                        |                        |                        |                        |                        |                        |                        |                        |                     |                     |                     |                     |                     |                     |                     |                     |                     |                     |
|                      |                      | Teobaldo IV de Blois | Teobaldo IV de Blois | Teobaldo IV de Blois | Teobaldo IV de Blois | Teobaldo IV de Blois | Teobaldo IV de Blois |                       |                       |                       |                       |                       |                       | Matilde de Carintia      | Matilde de Carintia      | Matilde de Carintia      | Matilde de Carintia      | Matilde de Carintia      | Matilde de Carintia      |                        |                        | Luis VII de Francia    | Luis VII de Francia    | Luis VII de Francia    | Luis VII de Francia    | Luis VII de Francia    | Luis VII de Francia    |                        |                        |                     |                     |                     |                     | Leonor de Aquitania | Leonor de Aquitania | Leonor de Aquitania | Leonor de Aquitania | Leonor de Aquitania | Leonor de Aquitania |
|                      |                      | Teobaldo IV de Blois | Teobaldo IV de Blois | Teobaldo IV de Blois | Teobaldo IV de Blois | Teobaldo IV de Blois | Teobaldo IV de Blois |                       |                       |                       |                       |                       |                       | Matilde de Carintia      | Matilde de Carintia      | Matilde de Carintia      | Matilde de Carintia      | Matilde de Carintia      | Matilde de Carintia      |                        |                        | Luis VII de Francia    | Luis VII de Francia    | Luis VII de Francia    | Luis VII de Francia    | Luis VII de Francia    | Luis VII de Francia    |                        |                        |                     |                     |                     |                     | Leonor de Aquitania | Leonor de Aquitania | Leonor de Aquitania | Leonor de Aquitania | Leonor de Aquitania | Leonor de Aquitania |
|                      |                      |                      |                      |                      |                      |                      |                      |                       |                       |                       |                       |                       |                       |                          |                          |                          |                          |                          |                          |                        |                        |                        |                        |                        |                        |                        |                        |                        |                        |                     |                     |                     |                     |                     |                     |                     |                     |                     |                     |
|                      |                      |                      |                      |                      |                      |                      |                      |                       |                       |                       |                       |                       |                       |                          |                          |                          |                          |                          |                          |                        |                        |                        |                        |                        |                        |                        |                        |                        |                        |                     |                     |                     |                     |                     |                     |                     |                     |                     |                     |
|                      |                      |                      |                      | Teobaldo V de Blois  | Teobaldo V de Blois  | Teobaldo V de Blois  | Teobaldo V de Blois  | Teobaldo V de Blois   | Teobaldo V de Blois   |                       |                       | Enrique I de Champaña | Enrique I de Champaña | Enrique I de Champaña    | Enrique I de Champaña    | Enrique I de Champaña    | Enrique I de Champaña    |                          |                          |                        |                        |                        |                        | María de Francia       | María de Francia       | María de Francia       | María de Francia       | María de Francia       | María de Francia       |                     |                     |                     |                     |                     |                     |                     |                     |                     |                     |
|                      |                      |                      |                      | Teobaldo V de Blois  | Teobaldo V de Blois  | Teobaldo V de Blois  | Teobaldo V de Blois  | Teobaldo V de Blois   | Teobaldo V de Blois   |                       |                       | Enrique I de Champaña | Enrique I de Champaña | Enrique I de Champaña    | Enrique I de Champaña    | Enrique I de Champaña    | Enrique I de Champaña    |                          |                          |                        |                        |                        |                        | María de Francia       | María de Francia       | María de Francia       | María de Francia       | María de Francia       | María de Francia       |                     |                     |                     |                     |                     |                     |                     |                     |                     |                     |
|                      |                      |                      |                      |                      |                      |                      |                      |                       |                       |                       |                       |                       |                       |                          |                          |                          |                          |                          |                          |                        |                        |                        |                        |                        |                        |                        |                        |                        |                        |                     |                     |                     |                     |                     |                     |                     |                     |                     |                     |
|                      |                      |                      |                      |                      |                      |                      |                      |                       |                       |                       |                       |                       |                       |                          |                          |                          |                          |                          |                          |                        |                        |                        |                        |                        |                        |                        |                        |                        |                        |                     |                     |                     |                     |                     |                     |                     |                     |                     |                     |
|                      |                      | Blanca de Navarra    | Blanca de Navarra    | Blanca de Navarra    | Blanca de Navarra    | Blanca de Navarra    | Blanca de Navarra    |                       |                       |                       |                       |                       |                       | Teobaldo III de Champaña | Teobaldo III de Champaña | Teobaldo III de Champaña | Teobaldo III de Champaña | Teobaldo III de Champaña | Teobaldo III de Champaña |                        |                        |                        |                        | Enrique II de Champaña | Enrique II de Champaña | Enrique II de Champaña | Enrique II de Champaña | Enrique II de Champaña | Enrique II de Champaña |                     |                     | Isabel de Jerusalén | Isabel de Jerusalén | Isabel de Jerusalén | Isabel de Jerusalén | Isabel de Jerusalén | Isabel de Jerusalén |                     |                     |
|                      |                      | Blanca de Navarra    | Blanca de Navarra    | Blanca de Navarra    | Blanca de Navarra    | Blanca de Navarra    | Blanca de Navarra    |                       |                       |                       |                       |                       |                       | Teobaldo III de Champaña | Teobaldo III de Champaña | Teobaldo III de Champaña | Teobaldo III de Champaña | Teobaldo III de Champaña | Teobaldo III de Champaña |                        |                        |                        |                        | Enrique II de Champaña | Enrique II de Champaña | Enrique II de Champaña | Enrique II de Champaña | Enrique II de Champaña | Enrique II de Champaña |                     |                     | Isabel de Jerusalén | Isabel de Jerusalén | Isabel de Jerusalén | Isabel de Jerusalén | Isabel de Jerusalén | Isabel de Jerusalén |                     |                     |
|                      |                      |                      |                      |                      |                      |                      |                      |                       |                       |                       |                       |                       |                       |                          |                          |                          |                          |                          |                          |                        |                        |                        |                        |                        |                        |                        |                        |                        |                        |                     |                     |                     |                     |                     |                     |                     |                     |                     |                     |
|                      |                      |                      |                      |                      |                      |                      |                      |                       |                       |                       |                       |                       |                       |                          |                          |                          |                          |                          |                          |                        |                        |                        |                        |                        |                        |                        |                        |                        |                        |                     |                     |                     |                     |                     |                     |                     |                     |                     |                     |
|                      |                      |                      |                      |                      |                      |                      |                      | Teobaldo I de Navarra | Teobaldo I de Navarra | Teobaldo I de Navarra | Teobaldo I de Navarra | Teobaldo I de Navarra | Teobaldo I de Navarra |                          |                          | Margarita de Borbón      | Margarita de Borbón      | Margarita de Borbón      | Margarita de Borbón      | Margarita de Borbón    | Margarita de Borbón    |                        |                        |                        |                        | Alicia de Champaña     | Alicia de Champaña     | Alicia de Champaña     | Alicia de Champaña     | Alicia de Champaña  | Alicia de Champaña  |                     |                     | Hugo I de Chipre    | Hugo I de Chipre    | Hugo I de Chipre    | Hugo I de Chipre    | Hugo I de Chipre    | Hugo I de Chipre    |
|                      |                      |                      |                      |                      |                      |                      |                      | Teobaldo I de Navarra | Teobaldo I de Navarra | Teobaldo I de Navarra | Teobaldo I de Navarra | Teobaldo I de Navarra | Teobaldo I de Navarra |                          |                          | Margarita de Borbón      | Margarita de Borbón      | Margarita de Borbón      | Margarita de Borbón      | Margarita de Borbón    | Margarita de Borbón    |                        |                        |                        |                        | Alicia de Champaña     | Alicia de Champaña     | Alicia de Champaña     | Alicia de Champaña     | Alicia de Champaña  | Alicia de Champaña  |                     |                     | Hugo I de Chipre    | Hugo I de Chipre    | Hugo I de Chipre    | Hugo I de Chipre    | Hugo I de Chipre    | Hugo I de Chipre    |
|                      |                      |                      |                      |                      |                      |                      |                      |                       |                       |                       |                       |                       |                       |                          |                          |                          |                          |                          |                          |                        |                        |                        |                        |                        |                        |                        |                        |                        |                        |                     |                     |                     |                     |                     |                     |                     |                     |                     |                     |
|                      |                      |                      |                      |                      |                      |                      |                      |                       |                       |                       |                       |                       |                       |                          |                          |                          |                          |                          |                          |                        |                        |                        |                        |                        |                        |                        |                        |                        |                        |                     |                     |                     |                     |                     |                     |                     |                     |                     |                     |
|                      |                      |                      |                      | Blanca de Artois     | Blanca de Artois     | Blanca de Artois     | Blanca de Artois     | Blanca de Artois      | Blanca de Artois      |                       |                       | Enrique I de Navarra  | Enrique I de Navarra  | Enrique I de Navarra     | Enrique I de Navarra     | Enrique I de Navarra     | Enrique I de Navarra     |                          |                          | Teobaldo II de Navarra | Teobaldo II de Navarra | Teobaldo II de Navarra | Teobaldo II de Navarra | Teobaldo II de Navarra | Teobaldo II de Navarra |                        |                        |                        |                        | Enrique I de Chipre | Enrique I de Chipre | Enrique I de Chipre | Enrique I de Chipre | Enrique I de Chipre | Enrique I de Chipre |                     |                     |                     |                     |
|                      |                      |                      |                      | Blanca de Artois     | Blanca de Artois     | Blanca de Artois     | Blanca de Artois     | Blanca de Artois      | Blanca de Artois      |                       |                       | Enrique I de Navarra  | Enrique I de Navarra  | Enrique I de Navarra     | Enrique I de Navarra     | Enrique I de Navarra     | Enrique I de Navarra     |                          |                          | Teobaldo II de Navarra | Teobaldo II de Navarra | Teobaldo II de Navarra | Teobaldo II de Navarra | Teobaldo II de Navarra | Teobaldo II de Navarra |                        |                        |                        |                        | Enrique I de Chipre | Enrique I de Chipre | Enrique I de Chipre | Enrique I de Chipre | Enrique I de Chipre | Enrique I de Chipre |                     |                     |                     |                     |
|                      |                      |                      |                      |                      |                      |                      |                      |                       |                       |                       |                       |                       |                       |                          |                          |                          |                          |                          |                          |                        |                        |                        |                        |                        |                        |                        |                        |                        |                        |                     |                     |                     |                     |                     |                     |                     |                     |                     |                     |
| Felipe IV de Francia | Felipe IV de Francia | Felipe IV de Francia | Felipe IV de Francia | Felipe IV de Francia | Felipe IV de Francia |                      |                      | Juana I de Navarra    | Juana I de Navarra    | Juana I de Navarra    | Juana I de Navarra    | Juana I de Navarra    | Juana I de Navarra    |                          |                          |                          |                          |                          |                          |                        |                        |                        |                        |                        |                        |                        |                        |                        |                        |                     |                     |                     |                     |                     |                     |                     |                     |                     |                     |
| Felipe IV de Francia | Felipe IV de Francia | Felipe IV de Francia | Felipe IV de Francia | Felipe IV de Francia | Felipe IV de Francia |                      |                      | Juana I de Navarra    | Juana I de Navarra    | Juana I de Navarra    | Juana I de Navarra    | Juana I de Navarra    | Juana I de Navarra    |                          |                          |                          |                          |                          |                          |                        |                        |                        |                        |                        |                        |                        |                        |                        |                        |                     |                     |                     |                     |                     |                     |                     |                     |                     |                     |
|                      |                      |                      |                      |                      |                      |                      |                      |                       |                       |                       |                       |                       |                       |                          |                          |                          |                          |                          |                          |                        |                        |                        |                        |                        |                        |                        |                        |                        |                        |                     |                     |                     |                     |                     |                     |                     |                     |                     |                     |
|                      |                      |                      |                      |                      |                      |                      |                      |                       |                       |                       |                       |                       |                       |                          |                          |                          |                          |                          |                          |                        |                        |                        |                        |                        |                        |                        |                        |                        |                        |                     |                     |                     |                     |                     |                     |                     |                     |                     |                     |
|                      |                      |                      |                      | Casa de Navarra      |                      |                      |                      |                       |                       |                       |                       |                       |                       |                          |                          |                          |                          |                          |                          |                        |                        |                        |                        |                        |                        |                        |                        |                        |                        |                     |                     |                     |                     |                     |                     |                     |                     |                     |                     |

### Casa de Blois luego de Blois-Châtillon

#### Continuidad directa de la casa de Blois (1152-1230)
| Retrato | Nombre               | Vida                  | Títulos                                                                | Comentarios |
| ------- | -------------------- | --------------------- | ---------------------------------------------------------------------- | --- |
|         | Teobaldo V de Blois  | 1130 – 1191 (61 años) | Conde de Blois Conde de Chartres Conde de Châteaudun                   | Heredó el condado de Blois de su padre. Intentó conquistar Vendôme y participó en la revuelta de Enrique el Joven para recuperar Tours. Se casó con Alix de Francia, hija del rey Luis VII. Se unió a la Tercera Cruzada con su sobrino Enrique II de Champaña pero fue asesinado en el sitio de San Juan de Acre en 1191. |
|         | Luis de Blois        | 1171 – 1205 (34 años) | Conde de Blois Conde de Chartres Conde de Châteaudun Duque de Nicea    | Hijo menor de Teobaldo V, de quien heredó el condado de Blois. Se casó con Catalina de Clermont, heredera del condado de Clermont-en-Beauvaisis. Viajó a Oriente en el marco de la Cuarta Cruzada, donde fue investido duque de Nicea en 1204. Murió en la batalla de Adrianópolis el 14 de abril de 1205.                 |
|         | Teobaldo VI de Blois | 1190 – 1218 (28 años) | Conde de Blois Conde de Chartres Conde de Châteaudun Conde de Clermont | Hijo único de Luis, heredó el condado de Blois y Clermont por su madre. Contrajo lepra en España, y murió recluido en 1218 sin descendencia. Los condados de Blois, Chartres y Châteaudun fueron repartidos entre sus tías Margarita e Isabel.                                                                             |
|         | 'Margarita de Blois' | 1170 – 1230 (60 años) | Condesa de Blois Condesa de Châteaudun                                 | Hija del conde Teobaldo V y de la princesa Alix, hereda los condados de Blois y Dunois a la muerte de su sobrino Teobaldo VI. Casada con el señor Gualterio II de Avesnes transmitió a sus descendientes el condado tradicional de los Tibaldianos.                                                                        |

#### Continuidad indirecta con la casa de Avesnes (1230-1241)
No obstante, Margarita y Walter II tuvieron una hija, María de Avesnes, que se casó con Hugo I de Châtillon, entonces conde de Saint-Pol. Con María, la casa de Blois se convierte en la casa de Avesnes.
| Retrato | Nombre           | Vida                  | Títulos                                                                                   | Comentarios |
| ------- | ---------------- | --------------------- | ----------------------------------------------------------------------------------------- | --- |
|         | María de Avesnes | 1200 – 1241 (41 años) | Condesa de Blois Condesa de Châteaudun Señora de Avesnes Señora de Bohain Señora de Guisa | Hija de Margarita y de Gualterio II de Avesnes, hereda todos los bienes de sus padres y se convierte así en condesa de Blois y Châteaudun, señora de Avesnes, Bohain y Guisa. |

#### Continuidad indirecta con la casa de Châtillon (1241-1397)
Luego, a su muerte en 1241, en la casa de Blois-Châtillon, ya que su hijo, Juan I de Blois-Châtillon, hereda el condado de Blois y se convierte así en el autor de la segunda línea de condes de Blois, en el poder hasta 1397, fecha de la muerte de Guido II de Blois-Châtillon, quien, al no tener más descendientes directos, cede sus tierras a la casa de Valois. anexionando de hecho el condado de Blois al dominio de la Corona.
| Retrato | Nombre                           | Vida                     | Títulos                                                                              | Comentarios |
| ------- | -------------------------------- | ------------------------ | ------------------------------------------------------------------------------------ | --- |
|         | Juan I de Blois-Châtillon        | † 1279                   | Conde de Blois Conde de Chartres Conde de Châteaudun Señor de Avesnes Señor de Guisa | Hijo de María de Avesnes y del conde Hugo I de Châtillon. Fue conde de Blois, luego de Dunois y Chartres, y señor de Avesnes y Guisa. |
|         | Juana de Blois-Châtillon         | c.1253 – 1292 (39 años)  | Condesa de Blois Condesa de Chartres Condesa de Châteaudun Señora de Guisa           | Hija de Juan I de Blois-Châtillon y de Alix de Bretaña, vendió la propiedad de Chartres al rey Felipe IV y murió sin descendencia. Legó el condado de Blois a su primo, Hugo. |
|         | Guido III de Châtillon-Saint-Pol | 1226 – 1289 (63 años)    | Conde de Saint-Pol                                                                   | |
|         | Hugo II de Châtillon             | 1258 – 1307 (49 años)    | Conde de Blois Conde de Châteaudun                                                   | Nieto de María de Avesnes y del conde Hugo I de Châtillon por su padre Guido III, renunció al condado de Saint-Pol al recibir el condado de Blois en 1292. |
|         | 'Guido I de Blois-Châtillon'     | c.1298 – 1342 (44 años)  | Conde de Blois Conde de Châteaudun Señor de Fréteval Señor de Château-Renault        | Hijo de Hugo II y Beatriz de Dampierre, participó en el comienzo de la Guerra de los Cien Años que estalló en 1337 junto a su cuñado, el rey Felipe VI. |
|         | Carlos de Blois                  | 1319 – 1364 (45 años)    | Barrón de Mayenne Señor de Guisa                                                     | Hijo del conde 'Guido I'. |
|         | 'Luis II de Blois-Châtillon'     | 1320 – 1346 (26 años)    | Conde de Blois Conde de Châteaudun Señor de Fréteval                                 | Hijo de Guido I y de Margarita de Valois, heredó el condado de Blois y Dunois, pero murió en la batalla de Crécy. |
|         | Luis III de Blois-Châtillon      | c. 1338 – 1372 (34 años) | Conde de Blois Conde de Châteaudun Conde de Soissons Señor de Fréteval               | Se convirtió en conde cuando era menor de edad, y su madre se encargó de la regencia de la finca. Murió sin descendencia y por testamento transmitió los condados de Blois y Avesnes a su hermano Juan. |
|         | Juan II de Blois-Châtillon       | 1340 – 1381 (41 años)    | Conde de Blois Conde de Châteaudun Conde de Soissons Señor de Fréteval               | Hermano del anterior. Muere sin descendencia durante la Guerra de Sucesión de Gueldre. |
|         | Guido II de Blois-Châtillon      | 1346 – 1397 (51 años)    | Conde de Blois Conde de Châteaudun Señor de Fréteval                                 | Heredó las posesiones de Juan II, así como todas las de la familia, a saber, los condados de Blois, Châteaudun, Soissons y Avesnes. En 1360, fue hecho prisionero por los ingleses tras el Tratado de Brétigny, y su liberación le costó el país de Soissons. Se casó en 1374 con su prima María de Namur, con la que tuvo un hijo, Luis III, que murió prematuramente en 1391. Guy cedió entonces sus posesiones al príncipe Luis de Valois a expensas de sus herederos (aunque la familia de Blois-Châtillon tenía una considerable descendencia femenina). Desde 1391 hasta su muerte, quedó señor usufructuario del condado de Blois. |

Aunque Guido II de Blois-Châtillon murió sin descendencia y fue el último tibaldiano en ostentar un título condal en los Blois, su tío Carlos de Blois pretendiente al trono de Bretaña, fundó la casa de casa de Blois-Penthièvre al casarse con la condesa Juana de Penthièvre.

#### Genealogía simplificada
: Rey de Francia o de Navarra

 : Conde de Blois

 : Conde de Champaña

 : Conde de Châtillon
|                      |                      |                         |                         |                            |                            |                            |                            |                            |                            |                      |                      |                                  |                                  |                                  |                                  |                                  |                                  |                     |                     |                             |                             |                             |                             |                             |                             |                              |                              |                              |                              |                              |                              |                        |                        |                              |                              |                              |                              |                              |                              |                      |                      |  |  |
|                      |                      | Teobaldo IV de Blois    | Teobaldo IV de Blois    | Teobaldo IV de Blois       | Teobaldo IV de Blois       | Teobaldo IV de Blois       | Teobaldo IV de Blois       |                            |                            |                      |                      |                                  |                                  | Matilde de Carintia              | Matilde de Carintia              | Matilde de Carintia              | Matilde de Carintia              | Matilde de Carintia | Matilde de Carintia |                             |                             | Luis VII de Francia         | Luis VII de Francia         | Luis VII de Francia         | Luis VII de Francia         | Luis VII de Francia          | Luis VII de Francia          |                              |                              |                              |                              |                        |                        | Leonor de Aquitania          | Leonor de Aquitania          | Leonor de Aquitania          | Leonor de Aquitania          | Leonor de Aquitania          | Leonor de Aquitania          |                      |                      |  |  |
|                      |                      | Teobaldo IV de Blois    | Teobaldo IV de Blois    | Teobaldo IV de Blois       | Teobaldo IV de Blois       | Teobaldo IV de Blois       | Teobaldo IV de Blois       |                            |                            |                      |                      |                                  |                                  | Matilde de Carintia              | Matilde de Carintia              | Matilde de Carintia              | Matilde de Carintia              | Matilde de Carintia | Matilde de Carintia |                             |                             | Luis VII de Francia         | Luis VII de Francia         | Luis VII de Francia         | Luis VII de Francia         | Luis VII de Francia          | Luis VII de Francia          |                              |                              |                              |                              |                        |                        | Leonor de Aquitania          | Leonor de Aquitania          | Leonor de Aquitania          | Leonor de Aquitania          | Leonor de Aquitania          | Leonor de Aquitania          |                      |                      |  |  |
|                      |                      |                         |                         |                            |                            |                            |                            |                            |                            |                      |                      |                                  |                                  |                                  |                                  |                                  |                                  |                     |                     |                             |                             |                             |                             |                             |                             |                              |                              |                              |                              |                              |                              |                        |                        |                              |                              |                              |                              |                              |                              |                      |                      |  |  |
|                      |                      |                         |                         |                            |                            |                            |                            |                            |                            |                      |                      |                                  |                                  |                                  |                                  |                                  |                                  |                     |                     |                             |                             |                             |                             |                             |                             |                              |                              |                              |                              |                              |                              |                        |                        |                              |                              |                              |                              |                              |                              |                      |                      |  |  |
|                      |                      |                         |                         | Enrique I de Champaña      | Enrique I de Champaña      | Enrique I de Champaña      | Enrique I de Champaña      | Enrique I de Champaña      | Enrique I de Champaña      |                      |                      | Teobaldo V de Blois              | Teobaldo V de Blois              | Teobaldo V de Blois              | Teobaldo V de Blois              | Teobaldo V de Blois              | Teobaldo V de Blois              |                     |                     |                             |                             |                             |                             | Alix de Francia             | Alix de Francia             | Alix de Francia              | Alix de Francia              | Alix de Francia              | Alix de Francia              |                              |                              |                        |                        |                              |                              |                              |                              |                              |                              |                      |                      |  |  |
|                      |                      |                         |                         | Enrique I de Champaña      | Enrique I de Champaña      | Enrique I de Champaña      | Enrique I de Champaña      | Enrique I de Champaña      | Enrique I de Champaña      |                      |                      | Teobaldo V de Blois              | Teobaldo V de Blois              | Teobaldo V de Blois              | Teobaldo V de Blois              | Teobaldo V de Blois              | Teobaldo V de Blois              |                     |                     |                             |                             |                             |                             | Alix de Francia             | Alix de Francia             | Alix de Francia              | Alix de Francia              | Alix de Francia              | Alix de Francia              |                              |                              |                        |                        |                              |                              |                              |                              |                              |                              |                      |                      |  |  |
|                      |                      |                         |                         |                            |                            |                            |                            |                            |                            |                      |                      |                                  |                                  |                                  |                                  |                                  |                                  |                     |                     |                             |                             |                             |                             |                             |                             |                              |                              |                              |                              |                              |                              |                        |                        |                              |                              |                              |                              |                              |                              |                      |                      |  |  |
|                      |                      |                         |                         |                            |                            |                            |                            |                            |                            |                      |                      |                                  |                                  |                                  |                                  |                                  |                                  |                     |                     |                             |                             |                             |                             |                             |                             |                              |                              |                              |                              |                              |                              |                        |                        |                              |                              |                              |                              |                              |                              |                      |                      |  |  |
|                      |                      | Gualterio II de Avesnes | Gualterio II de Avesnes | Gualterio II de Avesnes    | Gualterio II de Avesnes    | Gualterio II de Avesnes    | Gualterio II de Avesnes    |                            |                            |                      |                      | Margarita de Blois               | Margarita de Blois               | Margarita de Blois               | Margarita de Blois               | Margarita de Blois               | Margarita de Blois               |                     |                     |                             |                             |                             |                             | Luis de Blois               | Luis de Blois               | Luis de Blois                | Luis de Blois                | Luis de Blois                | Luis de Blois                |                              |                              | Catalina de Clermont   | Catalina de Clermont   | Catalina de Clermont         | Catalina de Clermont         | Catalina de Clermont         | Catalina de Clermont         |                              |                              |                      |                      |  |  |
|                      |                      | Gualterio II de Avesnes | Gualterio II de Avesnes | Gualterio II de Avesnes    | Gualterio II de Avesnes    | Gualterio II de Avesnes    | Gualterio II de Avesnes    |                            |                            |                      |                      | Margarita de Blois               | Margarita de Blois               | Margarita de Blois               | Margarita de Blois               | Margarita de Blois               | Margarita de Blois               |                     |                     |                             |                             |                             |                             | Luis de Blois               | Luis de Blois               | Luis de Blois                | Luis de Blois                | Luis de Blois                | Luis de Blois                |                              |                              | Catalina de Clermont   | Catalina de Clermont   | Catalina de Clermont         | Catalina de Clermont         | Catalina de Clermont         | Catalina de Clermont         |                              |                              |                      |                      |  |  |
|                      |                      |                         |                         |                            |                            |                            |                            |                            |                            |                      |                      |                                  |                                  |                                  |                                  |                                  |                                  |                     |                     |                             |                             |                             |                             |                             |                             |                              |                              |                              |                              |                              |                              |                        |                        |                              |                              |                              |                              |                              |                              |                      |                      |  |  |
|                      |                      |                         |                         |                            |                            | María de Avesnes           | María de Avesnes           | María de Avesnes           | María de Avesnes           | María de Avesnes     | María de Avesnes     |                                  |                                  |                                  |                                  |                                  |                                  | Hugo I de Châtillon | Hugo I de Châtillon | Hugo I de Châtillon         | Hugo I de Châtillon         | Hugo I de Châtillon         | Hugo I de Châtillon         |                             |                             |                              |                              | Teobaldo VI de Blois         | Teobaldo VI de Blois         | Teobaldo VI de Blois         | Teobaldo VI de Blois         | Teobaldo VI de Blois   | Teobaldo VI de Blois   |                              |                              |                              |                              |                              |                              |                      |                      |  |  |
|                      |                      |                         |                         |                            |                            | María de Avesnes           | María de Avesnes           | María de Avesnes           | María de Avesnes           | María de Avesnes     | María de Avesnes     |                                  |                                  |                                  |                                  |                                  |                                  | Hugo I de Châtillon | Hugo I de Châtillon | Hugo I de Châtillon         | Hugo I de Châtillon         | Hugo I de Châtillon         | Hugo I de Châtillon         |                             |                             |                              |                              | Teobaldo VI de Blois         | Teobaldo VI de Blois         | Teobaldo VI de Blois         | Teobaldo VI de Blois         | Teobaldo VI de Blois   | Teobaldo VI de Blois   |                              |                              |                              |                              |                              |                              |                      |                      |  |  |
|                      |                      |                         |                         |                            |                            |                            |                            |                            |                            |                      |                      |                                  |                                  |                                  |                                  |                                  |                                  |                     |                     |                             |                             |                             |                             |                             |                             |                              |                              |                              |                              |                              |                              |                        |                        |                              |                              |                              |                              |                              |                              |                      |                      |  |  |
|                      |                      |                         |                         |                            |                            |                            |                            |                            |                            |                      |                      |                                  |                                  |                                  |                                  |                                  |                                  |                     |                     |                             |                             |                             |                             |                             |                             |                              |                              |                              |                              |                              |                              |                        |                        |                              |                              |                              |                              |                              |                              |                      |                      |  |  |
|                      |                      |                         |                         | Matilde de Brabant         | Matilde de Brabant         | Matilde de Brabant         | Matilde de Brabant         | Matilde de Brabant         | Matilde de Brabant         |                      |                      | Guido III de Châtillon-Saint-Pol | Guido III de Châtillon-Saint-Pol | Guido III de Châtillon-Saint-Pol | Guido III de Châtillon-Saint-Pol | Guido III de Châtillon-Saint-Pol | Guido III de Châtillon-Saint-Pol |                     |                     | Juan I de Blois-Châtillon   | Juan I de Blois-Châtillon   | Juan I de Blois-Châtillon   | Juan I de Blois-Châtillon   | Juan I de Blois-Châtillon   | Juan I de Blois-Châtillon   |                              |                              | Alix de Bretaña              | Alix de Bretaña              | Alix de Bretaña              | Alix de Bretaña              | Alix de Bretaña        | Alix de Bretaña        |                              |                              |                              |                              |                              |                              |                      |                      |  |  |
|                      |                      |                         |                         | Matilde de Brabant         | Matilde de Brabant         | Matilde de Brabant         | Matilde de Brabant         | Matilde de Brabant         | Matilde de Brabant         |                      |                      | Guido III de Châtillon-Saint-Pol | Guido III de Châtillon-Saint-Pol | Guido III de Châtillon-Saint-Pol | Guido III de Châtillon-Saint-Pol | Guido III de Châtillon-Saint-Pol | Guido III de Châtillon-Saint-Pol |                     |                     | Juan I de Blois-Châtillon   | Juan I de Blois-Châtillon   | Juan I de Blois-Châtillon   | Juan I de Blois-Châtillon   | Juan I de Blois-Châtillon   | Juan I de Blois-Châtillon   |                              |                              | Alix de Bretaña              | Alix de Bretaña              | Alix de Bretaña              | Alix de Bretaña              | Alix de Bretaña        | Alix de Bretaña        |                              |                              |                              |                              |                              |                              |                      |                      |  |  |
|                      |                      |                         |                         |                            |                            |                            |                            |                            |                            |                      |                      |                                  |                                  |                                  |                                  |                                  |                                  |                     |                     |                             |                             |                             |                             |                             |                             |                              |                              |                              |                              |                              |                              |                        |                        |                              |                              |                              |                              |                              |                              |                      |                      |  |  |
| Beatriz de Dampierre | Beatriz de Dampierre | Beatriz de Dampierre    | Beatriz de Dampierre    | Beatriz de Dampierre       | Beatriz de Dampierre       |                            |                            | Hugo II de Châtillon       | Hugo II de Châtillon       | Hugo II de Châtillon | Hugo II de Châtillon | Hugo II de Châtillon             | Hugo II de Châtillon             |                                  |                                  |                                  |                                  |                     |                     |                             |                             | Juana de Blois-Châtillon    | Juana de Blois-Châtillon    | Juana de Blois-Châtillon    | Juana de Blois-Châtillon    | Juana de Blois-Châtillon     | Juana de Blois-Châtillon     |                              |                              |                              |                              |                        |                        |                              |                              |                              |                              |                              |                              |                      |                      |  |  |
| Beatriz de Dampierre | Beatriz de Dampierre | Beatriz de Dampierre    | Beatriz de Dampierre    | Beatriz de Dampierre       | Beatriz de Dampierre       |                            |                            | Hugo II de Châtillon       | Hugo II de Châtillon       | Hugo II de Châtillon | Hugo II de Châtillon | Hugo II de Châtillon             | Hugo II de Châtillon             |                                  |                                  |                                  |                                  |                     |                     |                             |                             | Juana de Blois-Châtillon    | Juana de Blois-Châtillon    | Juana de Blois-Châtillon    | Juana de Blois-Châtillon    | Juana de Blois-Châtillon     | Juana de Blois-Châtillon     |                              |                              |                              |                              |                        |                        |                              |                              |                              |                              |                              |                              |                      |                      |  |  |
|                      |                      |                         |                         |                            |                            |                            |                            |                            |                            |                      |                      |                                  |                                  |                                  |                                  |                                  |                                  |                     |                     |                             |                             |                             |                             |                             |                             |                              |                              |                              |                              |                              |                              |                        |                        |                              |                              |                              |                              |                              |                              |                      |                      |  |  |
|                      |                      |                         |                         | Guido I de Blois           | Guido I de Blois           | Guido I de Blois           | Guido I de Blois           | Guido I de Blois           | Guido I de Blois           |                      |                      |                                  |                                  |                                  |                                  | Margarita de Valois              | Margarita de Valois              | Margarita de Valois | Margarita de Valois | Margarita de Valois         | Margarita de Valois         |                             |                             |                             |                             |                              |                              |                              |                              |                              |                              |                        |                        |                              |                              |                              |                              |                              |                              |                      |                      |  |  |
|                      |                      |                         |                         | Guido I de Blois           | Guido I de Blois           | Guido I de Blois           | Guido I de Blois           | Guido I de Blois           | Guido I de Blois           |                      |                      |                                  |                                  |                                  |                                  | Margarita de Valois              | Margarita de Valois              | Margarita de Valois | Margarita de Valois | Margarita de Valois         | Margarita de Valois         |                             |                             |                             |                             |                              |                              |                              |                              |                              |                              |                        |                        |                              |                              |                              |                              |                              |                              |                      |                      |  |  |
|                      |                      |                         |                         |                            |                            |                            |                            |                            |                            |                      |                      |                                  |                                  |                                  |                                  |                                  |                                  |                     |                     |                             |                             |                             |                             |                             |                             |                              |                              |                              |                              |                              |                              |                        |                        |                              |                              |                              |                              |                              |                              |                      |                      |  |  |
|                      |                      |                         |                         |                            |                            |                            |                            |                            |                            |                      |                      |                                  |                                  |                                  |                                  |                                  |                                  |                     |                     |                             |                             |                             |                             |                             |                             |                              |                              |                              |                              |                              |                              |                        |                        |                              |                              |                              |                              |                              |                              |                      |                      |  |  |
|                      |                      |                         |                         | Juana de Beaumont          | Juana de Beaumont          | Juana de Beaumont          | Juana de Beaumont          | Juana de Beaumont          | Juana de Beaumont          |                      |                      | Luis I de Blois-Châtillon        | Luis I de Blois-Châtillon        | Luis I de Blois-Châtillon        | Luis I de Blois-Châtillon        | Luis I de Blois-Châtillon        | Luis I de Blois-Châtillon        |                     |                     |                             |                             |                             |                             | Carlos de Blois             | Carlos de Blois             | Carlos de Blois              | Carlos de Blois              | Carlos de Blois              | Carlos de Blois              |                              |                              |                        |                        |                              |                              | Juana de Penthièvre          | Juana de Penthièvre          | Juana de Penthièvre          | Juana de Penthièvre          | Juana de Penthièvre  | Juana de Penthièvre  |  |  |
|                      |                      |                         |                         | Juana de Beaumont          | Juana de Beaumont          | Juana de Beaumont          | Juana de Beaumont          | Juana de Beaumont          | Juana de Beaumont          |                      |                      | Luis I de Blois-Châtillon        | Luis I de Blois-Châtillon        | Luis I de Blois-Châtillon        | Luis I de Blois-Châtillon        | Luis I de Blois-Châtillon        | Luis I de Blois-Châtillon        |                     |                     |                             |                             |                             |                             | Carlos de Blois             | Carlos de Blois             | Carlos de Blois              | Carlos de Blois              | Carlos de Blois              | Carlos de Blois              |                              |                              |                        |                        |                              |                              | Juana de Penthièvre          | Juana de Penthièvre          | Juana de Penthièvre          | Juana de Penthièvre          | Juana de Penthièvre  | Juana de Penthièvre  |  |  |
|                      |                      |                         |                         |                            |                            |                            |                            |                            |                            |                      |                      |                                  |                                  |                                  |                                  |                                  |                                  |                     |                     |                             |                             |                             |                             |                             |                             |                              |                              |                              |                              |                              |                              |                        |                        |                              |                              |                              |                              |                              |                              |                      |                      |  |  |
|                      |                      |                         |                         |                            |                            |                            |                            |                            |                            |                      |                      |                                  |                                  |                                  |                                  |                                  |                                  |                     |                     |                             |                             |                             |                             |                             |                             |                              |                              |                              |                              |                              |                              |                        |                        |                              |                              |                              |                              |                              |                              |                      |                      |  |  |
|                      |                      |                         |                         | Luis II de Blois-Châtillon | Luis II de Blois-Châtillon | Luis II de Blois-Châtillon | Luis II de Blois-Châtillon | Luis II de Blois-Châtillon | Luis II de Blois-Châtillon |                      |                      | Juan II de Blois-Châtillon       | Juan II de Blois-Châtillon       | Juan II de Blois-Châtillon       | Juan II de Blois-Châtillon       | Juan II de Blois-Châtillon       | Juan II de Blois-Châtillon       |                     |                     | Guido II de Blois-Châtillon | Guido II de Blois-Châtillon | Guido II de Blois-Châtillon | Guido II de Blois-Châtillon | Guido II de Blois-Châtillon | Guido II de Blois-Châtillon |                              |                              | María de Blois               | María de Blois               | María de Blois               | María de Blois               | María de Blois         | María de Blois         |                              |                              | Luis I de Anjou              | Luis I de Anjou              | Luis I de Anjou              | Luis I de Anjou              | Luis I de Anjou      | Luis I de Anjou      |  |  |
|                      |                      |                         |                         | Luis II de Blois-Châtillon | Luis II de Blois-Châtillon | Luis II de Blois-Châtillon | Luis II de Blois-Châtillon | Luis II de Blois-Châtillon | Luis II de Blois-Châtillon |                      |                      | Juan II de Blois-Châtillon       | Juan II de Blois-Châtillon       | Juan II de Blois-Châtillon       | Juan II de Blois-Châtillon       | Juan II de Blois-Châtillon       | Juan II de Blois-Châtillon       |                     |                     | Guido II de Blois-Châtillon | Guido II de Blois-Châtillon | Guido II de Blois-Châtillon | Guido II de Blois-Châtillon | Guido II de Blois-Châtillon | Guido II de Blois-Châtillon |                              |                              | María de Blois               | María de Blois               | María de Blois               | María de Blois               | María de Blois         | María de Blois         |                              |                              | Luis I de Anjou              | Luis I de Anjou              | Luis I de Anjou              | Luis I de Anjou              | Luis I de Anjou      | Luis I de Anjou      |  |  |
|                      |                      |                         |                         |                            |                            |                            |                            |                            |                            |                      |                      |                                  |                                  |                                  |                                  |                                  |                                  |                     |                     |                             |                             |                             |                             |                             |                             |                              |                              |                              |                              |                              |                              |                        |                        |                              |                              |                              |                              |                              |                              |                      |                      |  |  |
|                      |                      |                         |                         |                            |                            |                            |                            |                            |                            |                      |                      |                                  |                                  |                                  |                                  |                                  |                                  |                     |                     |                             |                             |                             |                             |                             |                             |                              |                              |                              |                              |                              |                              |                        |                        |                              |                              |                              |                              |                              |                              |                      |                      |  |  |
|                      |                      |                         |                         |                            |                            |                            |                            |                            |                            |                      |                      |                                  |                                  |                                  |                                  |                                  |                                  |                     |                     | Luis III de Châtillon       | Luis III de Châtillon       | Luis III de Châtillon       | Luis III de Châtillon       | Luis III de Châtillon       | Luis III de Châtillon       |                              |                              | Juan I de Châtillon          | Juan I de Châtillon          | Juan I de Châtillon          | Juan I de Châtillon          | Juan I de Châtillon    | Juan I de Châtillon    |                              |                              | Margarita de Clisson         | Margarita de Clisson         | Margarita de Clisson         | Margarita de Clisson         | Margarita de Clisson | Margarita de Clisson |  |  |
|                      |                      |                         |                         |                            |                            |                            |                            |                            |                            |                      |                      |                                  |                                  |                                  |                                  |                                  |                                  |                     |                     | Luis III de Châtillon       | Luis III de Châtillon       | Luis III de Châtillon       | Luis III de Châtillon       | Luis III de Châtillon       | Luis III de Châtillon       |                              |                              | Juan I de Châtillon          | Juan I de Châtillon          | Juan I de Châtillon          | Juan I de Châtillon          | Juan I de Châtillon    | Juan I de Châtillon    |                              |                              | Margarita de Clisson         | Margarita de Clisson         | Margarita de Clisson         | Margarita de Clisson         | Margarita de Clisson | Margarita de Clisson |  |  |
|                      |                      |                         |                         |                            |                            |                            |                            |                            |                            |                      |                      |                                  |                                  |                                  |                                  |                                  |                                  |                     |                     |                             |                             |                             |                             |                             |                             |                              |                              |                              |                              |                              |                              |                        |                        |                              |                              |                              |                              |                              |                              |                      |                      |  |  |
|                      |                      |                         |                         |                            |                            |                            |                            |                            |                            |                      |                      |                                  |                                  |                                  |                                  |                                  |                                  |                     |                     |                             |                             |                             |                             |                             |                             |                              |                              |                              |                              |                              |                              |                        |                        |                              |                              |                              |                              |                              |                              |                      |                      |  |  |
|                      |                      |                         |                         |                            |                            |                            |                            |                            |                            |                      |                      |                                  |                                  |                                  |                                  |                                  |                                  |                     |                     |                             |                             |                             |                             |                             |                             | Isabel de La Tour d'Auvergne | Isabel de La Tour d'Auvergne | Isabel de La Tour d'Auvergne | Isabel de La Tour d'Auvergne | Isabel de La Tour d'Auvergne | Isabel de La Tour d'Auvergne |                        |                        | Guillermo de Châtillon-Blois | Guillermo de Châtillon-Blois | Guillermo de Châtillon-Blois | Guillermo de Châtillon-Blois | Guillermo de Châtillon-Blois | Guillermo de Châtillon-Blois |                      |                      |  |  |
|                      |                      |                         |                         |                            |                            |                            |                            |                            |                            |                      |                      |                                  |                                  |                                  |                                  |                                  |                                  |                     |                     |                             |                             |                             |                             |                             |                             | Isabel de La Tour d'Auvergne | Isabel de La Tour d'Auvergne | Isabel de La Tour d'Auvergne | Isabel de La Tour d'Auvergne | Isabel de La Tour d'Auvergne | Isabel de La Tour d'Auvergne |                        |                        | Guillermo de Châtillon-Blois | Guillermo de Châtillon-Blois | Guillermo de Châtillon-Blois | Guillermo de Châtillon-Blois | Guillermo de Châtillon-Blois | Guillermo de Châtillon-Blois |                      |                      |  |  |
|                      |                      |                         |                         |                            |                            |                            |                            |                            |                            |                      |                      |                                  |                                  |                                  |                                  |                                  |                                  |                     |                     |                             |                             |                             |                             |                             |                             |                              |                              |                              |                              |                              |                              |                        |                        |                              |                              |                              |                              |                              |                              |                      |                      |  |  |
|                      |                      |                         |                         |                            |                            |                            |                            |                            |                            |                      |                      |                                  |                                  |                                  |                                  |                                  |                                  |                     |                     |                             |                             |                             |                             |                             |                             |                              |                              |                              |                              |                              |                              |                        |                        |                              |                              |                              |                              |                              |                              |                      |                      |  |  |
|                      |                      |                         |                         |                            |                            |                            |                            |                            |                            |                      |                      |                                  |                                  |                                  |                                  |                                  |                                  |                     |                     |                             |                             |                             |                             | Alano de Albret             | Alano de Albret             | Alano de Albret              | Alano de Albret              | Alano de Albret              | Alano de Albret              |                              |                              | Francisca de Châtillon | Francisca de Châtillon | Francisca de Châtillon       | Francisca de Châtillon       | Francisca de Châtillon       | Francisca de Châtillon       |                              |                              |                      |                      |  |  |
|                      |                      |                         |                         |                            |                            |                            |                            |                            |                            |                      |                      |                                  |                                  |                                  |                                  |                                  |                                  |                     |                     |                             |                             |                             |                             | Alano de Albret             | Alano de Albret             | Alano de Albret              | Alano de Albret              | Alano de Albret              | Alano de Albret              |                              |                              | Francisca de Châtillon | Francisca de Châtillon | Francisca de Châtillon       | Francisca de Châtillon       | Francisca de Châtillon       | Francisca de Châtillon       |                              |                              |                      |                      |  |  |
|                      |                      |                         |                         |                            |                            |                            |                            |                            |                            |                      |                      |                                  |                                  |                                  |                                  |                                  |                                  |                     |                     |                             |                             |                             |                             |                             |                             |                              |                              |                              |                              |                              |                              |                        |                        |                              |                              |                              |                              |                              |                              |                      |                      |  |  |
|                      |                      |                         |                         |                            |                            |                            |                            |                            |                            |                      |                      |                                  |                                  |                                  |                                  |                                  |                                  |                     |                     |                             |                             |                             |                             |                             |                             |                              |                              |                              |                              |                              |                              |                        |                        |                              |                              |                              |                              |                              |                              |                      |                      |  |  |
|                      |                      |                         |                         |                            |                            |                            |                            |                            |                            |                      |                      |                                  |                                  |                                  |                                  |                                  |                                  |                     |                     | Catalina I de Navarra       | Catalina I de Navarra       | Catalina I de Navarra       | Catalina I de Navarra       | Catalina I de Navarra       | Catalina I de Navarra       |                              |                              | Juan III de Navarra          | Juan III de Navarra          | Juan III de Navarra          | Juan III de Navarra          | Juan III de Navarra    | Juan III de Navarra    |                              |                              |                              |                              |                              |                              |                      |                      |  |  |
|                      |                      |                         |                         |                            |                            |                            |                            |                            |                            |                      |                      |                                  |                                  |                                  |                                  |                                  |                                  |                     |                     | Catalina I de Navarra       | Catalina I de Navarra       | Catalina I de Navarra       | Catalina I de Navarra       | Catalina I de Navarra       | Catalina I de Navarra       |                              |                              | Juan III de Navarra          | Juan III de Navarra          | Juan III de Navarra          | Juan III de Navarra          | Juan III de Navarra    | Juan III de Navarra    |                              |                              |                              |                              |                              |                              |                      |                      |  |  |
|                      |                      |                         |                         |                            |                            |                            |                            |                            |                            |                      |                      |                                  |                                  |                                  |                                  |                                  |                                  |                     |                     |                             |                             |                             |                             |                             |                             |                              |                              |                              |                              |                              |                              |                        |                        |                              |                              |                              |                              |                              |                              |                      |                      |  |  |
|                      |                      |                         |                         |                            |                            |                            |                            |                            |                            |                      |                      |                                  |                                  |                                  |                                  |                                  |                                  |                     |                     |                             |                             | Casa de Navarra             |                             |                             |                             |                              |                              |                              |                              |                              |                              |                        |                        |                              |                              |                              |                              |                              |                              |                      |                      |  |  |

A través de su hijo Juan III de Albret y su matrimonio con la reina Catalina de Navarra, esta rama se unió a la rama principal de la casa, y dio las últimas dinastías de los reyes de Navarra, pero también de Francia con el advenimiento de los Borbones con su descendiente Enrique III de Navarra y IV de Francia que absorbió a la Casa de Habsburgo tanto en Francia como en España.

## Otras ramas menores

### Rama de Inglaterra
El interés de los Tibaldianos por Inglaterra se vio alimentado inicialmente por su interés por los duques de Normandía. Tras el conflicto de intereses ligado al matrimonio temido por el rey Enrique I entre Guillermo I y Matilde de Flandes (una de las sobrinas del rey de los francos), el rey de Inglaterra y el conde Teobaldo III de Blois acordaron casar a sus hijos.
La unión de la normanda Adela con el blesiano Esteban II produjo varios hijos, entre ellos :
- Teobaldo IV (antes de 1092-1152), conde de Blois, Châteaudun, Chartres y Champaña;
- Matilde de Blois (fallecida en 1120), casada en 1115 con Ricardo de Avranches, segundo conde de Chester. Murieron en el hundimiento del Barco Blanco en 1120;
- Esteban de Blois (c. 1092-1154), conde de Mortain, reclamó sus derechos de sucesión a la Corona inglesa a la muerte de su tío Enrique I en 1135;
- Enrique de Blois (c. 1096-1171), abad de Glastonbury y más tarde obispo de Winchester gracias al rey Enrique I.

| Retrato | Nombre                                    | Vida                         | Títulos                                                                 | Comentarios |
| ------- | ----------------------------------------- | ---------------------------- | ----------------------------------------------------------------------- | ----------- |
|         | Esteban de Blois, o Esteban de Inglaterra | c.1092/1096 – 1154 (60 años) | Rey de Inglaterra Duque de Normandía Conde de Mortain Conde de Boulogne |             |

#### Genealogía simplificada
: Rey de Inglaterra 

 : Conde de Blois
|                          |                          |                          |                          |                          |                          |                           |                           |                           |                           |                           |                           |                       |                       |                    |                    |                    |                    |                    |                    |                         |                         |                         |                         |                         |                         |                       |                       |                             |                       |                       |                       |                          |                          |                          |                          |                          |                          |                      |                      |  |  |
|                          |                          |                          |                          |                          |                          | Guillermo I de Inglaterra | Guillermo I de Inglaterra | Guillermo I de Inglaterra | Guillermo I de Inglaterra | Guillermo I de Inglaterra | Guillermo I de Inglaterra |                       |                       |                    |                    |                    |                    | Matilde de Flandes | Matilde de Flandes | Matilde de Flandes      | Matilde de Flandes      | Matilde de Flandes      | Matilde de Flandes      |                         |                         |                       |                       |                             |                       |                       |                       |                          |                          |                          |                          |                          |                          |                      |                      |  |  |
|                          |                          |                          |                          |                          |                          | Guillermo I de Inglaterra | Guillermo I de Inglaterra | Guillermo I de Inglaterra | Guillermo I de Inglaterra | Guillermo I de Inglaterra | Guillermo I de Inglaterra |                       |                       |                    |                    |                    |                    | Matilde de Flandes | Matilde de Flandes | Matilde de Flandes      | Matilde de Flandes      | Matilde de Flandes      | Matilde de Flandes      |                         |                         |                       |                       |                             |                       |                       |                       |                          |                          |                          |                          |                          |                          |                      |                      |  |  |
|                          |                          |                          |                          |                          |                          |                           |                           |                           |                           |                           |                           |                       |                       |                    |                    |                    |                    |                    |                    |                         |                         |                         |                         |                         |                         |                       |                       |                             |                       |                       |                       |                          |                          |                          |                          |                          |                          |                      |                      |  |  |
|                          |                          |                          |                          |                          |                          |                           |                           |                           |                           |                           |                           |                       |                       |                    |                    |                    |                    |                    |                    |                         |                         |                         |                         |                         |                         |                       |                       |                             |                       |                       |                       |                          |                          |                          |                          |                          |                          |                      |                      |  |  |
|                          |                          |                          |                          | Esteban II de Blois      | Esteban II de Blois      | Esteban II de Blois       | Esteban II de Blois       | Esteban II de Blois       | Esteban II de Blois       |                           |                           | Adela de Normandía    | Adela de Normandía    | Adela de Normandía | Adela de Normandía | Adela de Normandía | Adela de Normandía |                    |                    | Enrique I de Inglaterra | Enrique I de Inglaterra | Enrique I de Inglaterra | Enrique I de Inglaterra | Enrique I de Inglaterra | Enrique I de Inglaterra |                       |                       | Matilde de Escocia          | Matilde de Escocia    | Matilde de Escocia    | Matilde de Escocia    | Matilde de Escocia       | Matilde de Escocia       |                          |                          |                          |                          |                      |                      |  |  |
|                          |                          |                          |                          | Esteban II de Blois      | Esteban II de Blois      | Esteban II de Blois       | Esteban II de Blois       | Esteban II de Blois       | Esteban II de Blois       |                           |                           | Adela de Normandía    | Adela de Normandía    | Adela de Normandía | Adela de Normandía | Adela de Normandía | Adela de Normandía |                    |                    | Enrique I de Inglaterra | Enrique I de Inglaterra | Enrique I de Inglaterra | Enrique I de Inglaterra | Enrique I de Inglaterra | Enrique I de Inglaterra |                       |                       | Matilde de Escocia          | Matilde de Escocia    | Matilde de Escocia    | Matilde de Escocia    | Matilde de Escocia       | Matilde de Escocia       |                          |                          |                          |                          |                      |                      |  |  |
|                          |                          |                          |                          |                          |                          |                           |                           |                           |                           |                           |                           |                       |                       |                    |                    |                    |                    |                    |                    |                         |                         |                         |                         |                         |                         |                       |                       |                             |                       |                       |                       |                          |                          |                          |                          |                          |                          |                      |                      |  |  |
|                          |                          |                          |                          |                          |                          |                           |                           |                           |                           |                           |                           |                       |                       |                    |                    |                    |                    |                    |                    |                         |                         |                         |                         |                         |                         |                       |                       |                             |                       |                       |                       |                          |                          |                          |                          |                          |                          |                      |                      |  |  |
| Teobaldo IV de Blois     | Teobaldo IV de Blois     | Teobaldo IV de Blois     | Teobaldo IV de Blois     | Teobaldo IV de Blois     | Teobaldo IV de Blois     |                           |                           | Esteban de Inglaterra     | Esteban de Inglaterra     | Esteban de Inglaterra     | Esteban de Inglaterra     | Esteban de Inglaterra | Esteban de Inglaterra |                    |                    | Enrique de Blois   | Enrique de Blois   | Enrique de Blois   | Enrique de Blois   | Enrique de Blois        | Enrique de Blois        |                         |                         |                         |                         | Matilde de Inglaterra | Matilde de Inglaterra | Matilde de Inglaterra       | Matilde de Inglaterra | Matilde de Inglaterra | Matilde de Inglaterra |                          |                          | Godofredo V de Anjou     | Godofredo V de Anjou     | Godofredo V de Anjou     | Godofredo V de Anjou     | Godofredo V de Anjou | Godofredo V de Anjou |  |  |
| Teobaldo IV de Blois     | Teobaldo IV de Blois     | Teobaldo IV de Blois     | Teobaldo IV de Blois     | Teobaldo IV de Blois     | Teobaldo IV de Blois     |                           |                           | Esteban de Inglaterra     | Esteban de Inglaterra     | Esteban de Inglaterra     | Esteban de Inglaterra     | Esteban de Inglaterra | Esteban de Inglaterra |                    |                    | Enrique de Blois   | Enrique de Blois   | Enrique de Blois   | Enrique de Blois   | Enrique de Blois        | Enrique de Blois        |                         |                         |                         |                         | Matilde de Inglaterra | Matilde de Inglaterra | Matilde de Inglaterra       | Matilde de Inglaterra | Matilde de Inglaterra | Matilde de Inglaterra |                          |                          | Godofredo V de Anjou     | Godofredo V de Anjou     | Godofredo V de Anjou     | Godofredo V de Anjou     | Godofredo V de Anjou | Godofredo V de Anjou |  |  |
|                          |                          |                          |                          |                          |                          |                           |                           |                           |                           |                           |                           |                       |                       |                    |                    |                    |                    |                    |                    |                         |                         |                         |                         |                         |                         |                       |                       |                             |                       |                       |                       |                          |                          |                          |                          |                          |                          |                      |                      |  |  |
|                          |                          |                          |                          |                          |                          |                           |                           |                           |                           |                           |                           |                       |                       |                    |                    |                    |                    |                    |                    |                         |                         |                         |                         |                         |                         |                       |                       |                             |                       |                       |                       |                          |                          |                          |                          |                          |                          |                      |                      |  |  |
|                          |                          |                          |                          |                          |                          |                           |                           |                           |                           |                           |                           |                       |                       |                    |                    |                    |                    |                    |                    |                         |                         |                         |                         | Leonor de Aquitania     | Leonor de Aquitania     | Leonor de Aquitania   | Leonor de Aquitania   | Leonor de Aquitania         | Leonor de Aquitania   |                       |                       | Enrique II de Inglaterra | Enrique II de Inglaterra | Enrique II de Inglaterra | Enrique II de Inglaterra | Enrique II de Inglaterra | Enrique II de Inglaterra |                      |                      |  |  |
|                          |                          |                          |                          |                          |                          |                           |                           |                           |                           |                           |                           |                       |                       |                    |                    |                    |                    |                    |                    |                         |                         |                         |                         | Leonor de Aquitania     | Leonor de Aquitania     | Leonor de Aquitania   | Leonor de Aquitania   | Leonor de Aquitania         | Leonor de Aquitania   |                       |                       | Enrique II de Inglaterra | Enrique II de Inglaterra | Enrique II de Inglaterra | Enrique II de Inglaterra | Enrique II de Inglaterra | Enrique II de Inglaterra |                      |                      |  |  |
| Eustaquio IV de Boulogne | Eustaquio IV de Boulogne | Eustaquio IV de Boulogne | Eustaquio IV de Boulogne | Eustaquio IV de Boulogne | Eustaquio IV de Boulogne |                           |                           | Guillermo de Boulogne     | Guillermo de Boulogne     | Guillermo de Boulogne     | Guillermo de Boulogne     | Guillermo de Boulogne | Guillermo de Boulogne |                    |                    | María de Boulogne  | María de Boulogne  | María de Boulogne  | María de Boulogne  | María de Boulogne       | María de Boulogne       |                         |                         |                         |                         |                       |                       |                             |                       |                       |                       |                          |                          |                          |                          |                          |                          |                      |                      |  |  |
| Eustaquio IV de Boulogne | Eustaquio IV de Boulogne | Eustaquio IV de Boulogne | Eustaquio IV de Boulogne | Eustaquio IV de Boulogne | Eustaquio IV de Boulogne |                           |                           | Guillermo de Boulogne     | Guillermo de Boulogne     | Guillermo de Boulogne     | Guillermo de Boulogne     | Guillermo de Boulogne | Guillermo de Boulogne |                    |                    | María de Boulogne  | María de Boulogne  | María de Boulogne  | María de Boulogne  | María de Boulogne       | María de Boulogne       |                         |                         |                         |                         |                       |                       | Dinastía de los Plantagenet |                       |                       |                       |                          |                          |                          |                          |                          |                          |                      |                      |  |  |

### Casa de Champlitte
Esta familia es una dinastía denominada "bastarda". Odón de Champlitte fue el hijo de Hugo I de Champaña, conde de Troyes e hijo de Teobaldo III de Blois. Desheredado y repudiado, Odón recibió de su tío Reginaldo III de Borgoña el señorío de Champlitte. Su hijo Guillermo se convirtió en príncipe de Morea. Los descendientes de Odón se extinguieron en el siglo XVII.

#### Genealogía simplificada
: Conde de Blois

 : Conde de Troyes

 : Conde de Champlitte
|  |  |  |  |  |  |                       |                       |                       |                       |                       |                       |                     |                     |                        |                        |                        |                        |                            |                            |                            |                            |                             |                             |                             |                             |                             |                             |                      |                      |                             |                             |                             |                             |                             |                             |                          |                          |                          |                          |  |  |                 |                 |                 |                 |                 |                 |
|  |  |  |  |  |  | Teobaldo III de Blois | Teobaldo III de Blois | Teobaldo III de Blois | Teobaldo III de Blois | Teobaldo III de Blois | Teobaldo III de Blois |                     |                     |                        |                        |                        |                        | Gersenda de Maine          | Gersenda de Maine          | Gersenda de Maine          | Gersenda de Maine          | Gersenda de Maine           | Gersenda de Maine           |                             |                             | Esteban I de Borgoña        | Esteban I de Borgoña        | Esteban I de Borgoña | Esteban I de Borgoña | Esteban I de Borgoña        | Esteban I de Borgoña        |                             |                             | Beatriz de Lorena           | Beatriz de Lorena           | Beatriz de Lorena        | Beatriz de Lorena        | Beatriz de Lorena        | Beatriz de Lorena        |  |  |                 |                 |                 |                 |                 |                 |
|  |  |  |  |  |  | Teobaldo III de Blois | Teobaldo III de Blois | Teobaldo III de Blois | Teobaldo III de Blois | Teobaldo III de Blois | Teobaldo III de Blois |                     |                     |                        |                        |                        |                        | Gersenda de Maine          | Gersenda de Maine          | Gersenda de Maine          | Gersenda de Maine          | Gersenda de Maine           | Gersenda de Maine           |                             |                             | Esteban I de Borgoña        | Esteban I de Borgoña        | Esteban I de Borgoña | Esteban I de Borgoña | Esteban I de Borgoña        | Esteban I de Borgoña        |                             |                             | Beatriz de Lorena           | Beatriz de Lorena           | Beatriz de Lorena        | Beatriz de Lorena        | Beatriz de Lorena        | Beatriz de Lorena        |  |  |                 |                 |                 |                 |                 |                 |
|  |  |  |  |  |  |                       |                       |                       |                       |                       |                       |                     |                     |                        |                        |                        |                        |                            |                            |                            |                            |                             |                             |                             |                             |                             |                             |                      |                      |                             |                             |                             |                             |                             |                             |                          |                          |                          |                          |  |  |                 |                 |                 |                 |                 |                 |
|  |  |  |  |  |  |                       |                       |                       |                       |                       |                       |                     |                     |                        |                        |                        |                        |                            |                            |                            |                            |                             |                             |                             |                             |                             |                             |                      |                      |                             |                             |                             |                             |                             |                             |                          |                          |                          |                          |  |  |                 |                 |                 |                 |                 |                 |
|  |  |  |  |  |  |                       |                       |                       |                       | Esteban II de Blois   | Esteban II de Blois   | Esteban II de Blois | Esteban II de Blois | Esteban II de Blois    | Esteban II de Blois    |                        |                        | Hugo I de Champaña         | Hugo I de Champaña         | Hugo I de Champaña         | Hugo I de Champaña         | Hugo I de Champaña          | Hugo I de Champaña          |                             |                             | Isabela de Borgoña          | Isabela de Borgoña          | Isabela de Borgoña   | Isabela de Borgoña   | Isabela de Borgoña          | Isabela de Borgoña          |                             |                             | Reginaldo III de Borgoña    | Reginaldo III de Borgoña    | Reginaldo III de Borgoña | Reginaldo III de Borgoña | Reginaldo III de Borgoña | Reginaldo III de Borgoña |  |  | Ágata de Lorena | Ágata de Lorena | Ágata de Lorena | Ágata de Lorena | Ágata de Lorena | Ágata de Lorena |
|  |  |  |  |  |  |                       |                       |                       |                       | Esteban II de Blois   | Esteban II de Blois   | Esteban II de Blois | Esteban II de Blois | Esteban II de Blois    | Esteban II de Blois    |                        |                        | Hugo I de Champaña         | Hugo I de Champaña         | Hugo I de Champaña         | Hugo I de Champaña         | Hugo I de Champaña          | Hugo I de Champaña          |                             |                             | Isabela de Borgoña          | Isabela de Borgoña          | Isabela de Borgoña   | Isabela de Borgoña   | Isabela de Borgoña          | Isabela de Borgoña          |                             |                             | Reginaldo III de Borgoña    | Reginaldo III de Borgoña    | Reginaldo III de Borgoña | Reginaldo III de Borgoña | Reginaldo III de Borgoña | Reginaldo III de Borgoña |  |  | Ágata de Lorena | Ágata de Lorena | Ágata de Lorena | Ágata de Lorena | Ágata de Lorena | Ágata de Lorena |
|  |  |  |  |  |  |                       |                       |                       |                       |                       |                       |                     |                     |                        |                        |                        |                        |                            |                            |                            |                            |                             |                             |                             |                             |                             |                             |                      |                      |                             |                             |                             |                             |                             |                             |                          |                          |                          |                          |  |  |                 |                 |                 |                 |                 |                 |
|  |  |  |  |  |  |                       |                       |                       |                       |                       |                       |                     |                     |                        |                        |                        |                        |                            |                            |                            |                            |                             |                             |                             |                             |                             |                             |                      |                      |                             |                             |                             |                             |                             |                             |                          |                          |                          |                          |  |  |                 |                 |                 |                 |                 |                 |
|  |  |  |  |  |  |                       |                       |                       |                       |                       |                       |                     |                     |                        |                        |                        |                        |                            |                            |                            |                            | Odón I de Champlitte        | Odón I de Champlitte        | Odón I de Champlitte        | Odón I de Champlitte        | Odón I de Champlitte        | Odón I de Champlitte        |                      |                      | Sybille de Laferté-sur-Aube | Sybille de Laferté-sur-Aube | Sybille de Laferté-sur-Aube | Sybille de Laferté-sur-Aube | Sybille de Laferté-sur-Aube | Sybille de Laferté-sur-Aube |                          |                          |                          |                          |  |  |                 |                 |                 |                 |                 |                 |
|  |  |  |  |  |  |                       |                       |                       |                       |                       |                       |                     |                     |                        |                        |                        |                        |                            |                            |                            |                            | Odón I de Champlitte        | Odón I de Champlitte        | Odón I de Champlitte        | Odón I de Champlitte        | Odón I de Champlitte        | Odón I de Champlitte        |                      |                      | Sybille de Laferté-sur-Aube | Sybille de Laferté-sur-Aube | Sybille de Laferté-sur-Aube | Sybille de Laferté-sur-Aube | Sybille de Laferté-sur-Aube | Sybille de Laferté-sur-Aube |                          |                          |                          |                          |  |  |                 |                 |                 |                 |                 |                 |
|  |  |  |  |  |  |                       |                       |                       |                       |                       |                       |                     |                     |                        |                        |                        |                        |                            |                            |                            |                            |                             |                             |                             |                             |                             |                             |                      |                      |                             |                             |                             |                             |                             |                             |                          |                          |                          |                          |  |  |                 |                 |                 |                 |                 |                 |
|  |  |  |  |  |  |                       |                       |                       |                       |                       |                       |                     |                     |                        |                        |                        |                        |                            |                            |                            |                            |                             |                             |                             |                             |                             |                             |                      |                      |                             |                             |                             |                             |                             |                             |                          |                          |                          |                          |  |  |                 |                 |                 |                 |                 |                 |
|  |  |  |  |  |  |                       |                       |                       |                       |                       |                       |                     |                     | Eustachie de Courtenay | Eustachie de Courtenay | Eustachie de Courtenay | Eustachie de Courtenay | Eustachie de Courtenay     | Eustachie de Courtenay     |                            |                            | Guillermo I de Champlitte   | Guillermo I de Champlitte   | Guillermo I de Champlitte   | Guillermo I de Champlitte   | Guillermo I de Champlitte   | Guillermo I de Champlitte   |                      |                      | Odón II de Champlitte       | Odón II de Champlitte       | Odón II de Champlitte       | Odón II de Champlitte       | Odón II de Champlitte       | Odón II de Champlitte       |                          |                          |                          |                          |  |  |                 |                 |                 |                 |                 |                 |
|  |  |  |  |  |  |                       |                       |                       |                       |                       |                       |                     |                     | Eustachie de Courtenay | Eustachie de Courtenay | Eustachie de Courtenay | Eustachie de Courtenay | Eustachie de Courtenay     | Eustachie de Courtenay     |                            |                            | Guillermo I de Champlitte   | Guillermo I de Champlitte   | Guillermo I de Champlitte   | Guillermo I de Champlitte   | Guillermo I de Champlitte   | Guillermo I de Champlitte   |                      |                      | Odón II de Champlitte       | Odón II de Champlitte       | Odón II de Champlitte       | Odón II de Champlitte       | Odón II de Champlitte       | Odón II de Champlitte       |                          |                          |                          |                          |  |  |                 |                 |                 |                 |                 |                 |
|  |  |  |  |  |  |                       |                       |                       |                       |                       |                       |                     |                     |                        |                        |                        |                        |                            |                            |                            |                            |                             |                             |                             |                             |                             |                             |                      |                      |                             |                             |                             |                             |                             |                             |                          |                          |                          |                          |  |  |                 |                 |                 |                 |                 |                 |
|  |  |  |  |  |  |                       |                       |                       |                       |                       |                       |                     |                     |                        |                        |                        |                        |                            |                            |                            |                            |                             |                             |                             |                             |                             |                             |                      |                      |                             |                             |                             |                             |                             |                             |                          |                          |                          |                          |  |  |                 |                 |                 |                 |                 |                 |
|  |  |  |  |  |  |                       |                       |                       |                       |                       |                       |                     |                     |                        |                        |                        |                        | Guillaume II de Champlitte | Guillaume II de Champlitte | Guillaume II de Champlitte | Guillaume II de Champlitte | Guillaume II de Champlitte  | Guillaume II de Champlitte  |                             |                             | Leonor de Grancey           | Leonor de Grancey           | Leonor de Grancey    | Leonor de Grancey    | Leonor de Grancey           | Leonor de Grancey           |                             |                             |                             |                             |                          |                          |                          |                          |  |  |                 |                 |                 |                 |                 |                 |
|  |  |  |  |  |  |                       |                       |                       |                       |                       |                       |                     |                     |                        |                        |                        |                        | Guillaume II de Champlitte | Guillaume II de Champlitte | Guillaume II de Champlitte | Guillaume II de Champlitte | Guillaume II de Champlitte  | Guillaume II de Champlitte  |                             |                             | Leonor de Grancey           | Leonor de Grancey           | Leonor de Grancey    | Leonor de Grancey    | Leonor de Grancey           | Leonor de Grancey           |                             |                             |                             |                             |                          |                          |                          |                          |  |  |                 |                 |                 |                 |                 |                 |
|  |  |  |  |  |  |                       |                       |                       |                       |                       |                       |                     |                     |                        |                        |                        |                        |                            |                            |                            |                            |                             |                             |                             |                             |                             |                             |                      |                      |                             |                             |                             |                             |                             |                             |                          |                          |                          |                          |  |  |                 |                 |                 |                 |                 |                 |
|  |  |  |  |  |  |                       |                       |                       |                       |                       |                       |                     |                     |                        |                        |                        |                        |                            |                            |                            |                            |                             |                             |                             |                             |                             |                             |                      |                      |                             |                             |                             |                             |                             |                             |                          |                          |                          |                          |  |  |                 |                 |                 |                 |                 |                 |
|  |  |  |  |  |  |                       |                       |                       |                       |                       |                       |                     |                     | Margarita de Rans      | Margarita de Rans      | Margarita de Rans      | Margarita de Rans      | Margarita de Rans          | Margarita de Rans          |                            |                            | Guillermo III de Champlitte | Guillermo III de Champlitte | Guillermo III de Champlitte | Guillermo III de Champlitte | Guillermo III de Champlitte | Guillermo III de Champlitte |                      |                      |                             |                             |                             |                             |                             |                             |                          |                          |                          |                          |  |  |                 |                 |                 |                 |                 |                 |
|  |  |  |  |  |  |                       |                       |                       |                       |                       |                       |                     |                     | Margarita de Rans      | Margarita de Rans      | Margarita de Rans      | Margarita de Rans      | Margarita de Rans          | Margarita de Rans          |                            |                            | Guillermo III de Champlitte | Guillermo III de Champlitte | Guillermo III de Champlitte | Guillermo III de Champlitte | Guillermo III de Champlitte | Guillermo III de Champlitte |                      |                      |                             |                             |                             |                             |                             |                             |                          |                          |                          |                          |  |  |                 |                 |                 |                 |                 |                 |
|  |  |  |  |  |  |                       |                       |                       |                       |                       |                       |                     |                     |                        |                        |                        |                        |                            |                            |                            |                            |                             |                             |                             |                             |                             |                             |                      |                      |                             |                             |                             |                             |                             |                             |                          |                          |                          |                          |  |  |                 |                 |                 |                 |                 |                 |
|  |  |  |  |  |  |                       |                       |                       |                       |                       |                       |                     |                     |                        |                        |                        |                        |                            |                            |                            |                            |                             |                             |                             |                             |                             |                             |                      |                      |                             |                             |                             |                             |                             |                             |                          |                          |                          |                          |  |  |                 |                 |                 |                 |                 |                 |
|  |  |  |  |  |  |                       |                       |                       |                       |                       |                       |                     |                     |                        |                        |                        |                        | Guillermo IV de Champlitte | Guillermo IV de Champlitte | Guillermo IV de Champlitte | Guillermo IV de Champlitte | Guillermo IV de Champlitte  | Guillermo IV de Champlitte  |                             |                             | Alix de Mailly              | Alix de Mailly              | Alix de Mailly       | Alix de Mailly       | Alix de Mailly              | Alix de Mailly              |                             |                             |                             |                             |                          |                          |                          |                          |  |  |                 |                 |                 |                 |                 |                 |
|  |  |  |  |  |  |                       |                       |                       |                       |                       |                       |                     |                     |                        |                        |                        |                        | Guillermo IV de Champlitte | Guillermo IV de Champlitte | Guillermo IV de Champlitte | Guillermo IV de Champlitte | Guillermo IV de Champlitte  | Guillermo IV de Champlitte  |                             |                             | Alix de Mailly              | Alix de Mailly              | Alix de Mailly       | Alix de Mailly       | Alix de Mailly              | Alix de Mailly              |                             |                             |                             |                             |                          |                          |                          |                          |  |  |                 |                 |                 |                 |                 |                 |
|  |  |  |  |  |  |                       |                       |                       |                       |                       |                       |                     |                     |                        |                        |                        |                        |                            |                            |                            |                            |                             |                             |                             |                             |                             |                             |                      |                      |                             |                             |                             |                             |                             |                             |                          |                          |                          |                          |  |  |                 |                 |                 |                 |                 |                 |
|  |  |  |  |  |  |                       |                       |                       |                       |                       |                       |                     |                     |                        |                        |                        |                        |                            |                            |                            |                            |                             |                             |                             |                             |                             |                             |                      |                      |                             |                             |                             |                             |                             |                             |                          |                          |                          |                          |  |  |                 |                 |                 |                 |                 |                 |
|  |  |  |  |  |  |                       |                       |                       |                       |                       |                       |                     |                     | Margarita de Grésigny  | Margarita de Grésigny  | Margarita de Grésigny  | Margarita de Grésigny  | Margarita de Grésigny      | Margarita de Grésigny      |                            |                            | Hugo I de Champlitte        | Hugo I de Champlitte        | Hugo I de Champlitte        | Hugo I de Champlitte        | Hugo I de Champlitte        | Hugo I de Champlitte        |                      |                      |                             |                             |                             |                             |                             |                             |                          |                          |                          |                          |  |  |                 |                 |                 |                 |                 |                 |
|  |  |  |  |  |  |                       |                       |                       |                       |                       |                       |                     |                     | Margarita de Grésigny  | Margarita de Grésigny  | Margarita de Grésigny  | Margarita de Grésigny  | Margarita de Grésigny      | Margarita de Grésigny      |                            |                            | Hugo I de Champlitte        | Hugo I de Champlitte        | Hugo I de Champlitte        | Hugo I de Champlitte        | Hugo I de Champlitte        | Hugo I de Champlitte        |                      |                      |                             |                             |                             |                             |                             |                             |                          |                          |                          |                          |  |  |                 |                 |                 |                 |                 |                 |
|  |  |  |  |  |  |                       |                       |                       |                       |                       |                       |                     |                     |                        |                        |                        |                        |                            |                            |                            |                            |                             |                             |                             |                             |                             |                             |                      |                      |                             |                             |                             |                             |                             |                             |                          |                          |                          |                          |  |  |                 |                 |                 |                 |                 |                 |
|  |  |  |  |  |  |                       |                       |                       |                       |                       |                       |                     |                     |                        |                        |                        |                        |                            |                            |                            |                            |                             |                             |                             |                             |                             |                             |                      |                      |                             |                             |                             |                             |                             |                             |                          |                          |                          |                          |  |  |                 |                 |                 |                 |                 |                 |
|  |  |  |  |  |  |                       |                       |                       |                       |                       |                       |                     |                     |                        |                        |                        |                        | Juan I de Champlitte       | Juan I de Champlitte       | Juan I de Champlitte       | Juan I de Champlitte       | Juan I de Champlitte        | Juan I de Champlitte        |                             |                             | Agnes de Montmoye           | Agnes de Montmoye           | Agnes de Montmoye    | Agnes de Montmoye    | Agnes de Montmoye           | Agnes de Montmoye           |                             |                             |                             |                             |                          |                          |                          |                          |  |  |                 |                 |                 |                 |                 |                 |
|  |  |  |  |  |  |                       |                       |                       |                       |                       |                       |                     |                     |                        |                        |                        |                        | Juan I de Champlitte       | Juan I de Champlitte       | Juan I de Champlitte       | Juan I de Champlitte       | Juan I de Champlitte        | Juan I de Champlitte        |                             |                             | Agnes de Montmoye           | Agnes de Montmoye           | Agnes de Montmoye    | Agnes de Montmoye    | Agnes de Montmoye           | Agnes de Montmoye           |                             |                             |                             |                             |                          |                          |                          |                          |  |  |                 |                 |                 |                 |                 |                 |
|  |  |  |  |  |  |                       |                       |                       |                       |                       |                       |                     |                     |                        |                        |                        |                        |                            |                            |                            |                            |                             |                             |                             |                             |                             |                             |                      |                      |                             |                             |                             |                             |                             |                             |                          |                          |                          |                          |  |  |                 |                 |                 |                 |                 |                 |
|  |  |  |  |  |  |                       |                       |                       |                       |                       |                       |                     |                     |                        |                        |                        |                        |                            |                            |                            |                            | Juan II de Champlitte       |                             |                             |                             |                             |                             |                      |                      |                             |                             |                             |                             |                             |                             |                          |                          |                          |                          |  |  |                 |                 |                 |                 |                 |                 |

### Casa de Sancerre
Cuando falleció Teobaldo IV de Blois en 1152, sus bienes se dividieron entre sus hijos. Esteban, su hijo menor, recibió el señorío de Sancerre elevado a condado. El condado de Sancerre estaba bajo el control de los condados de Blois y de Champaña. Sus descendientes ostentaron el título de condes de Sancerre hasta 1419, año de la muerte de la condesa Margarita de Sancerre.

#### Genealogía simplificada
: Conde de Blois

 : Conde de Champaña

 : Conde de Sancerre
|  |  |                       |                       |                       |                       |                       |                       |                      |                      |                      |                      |                     |                     |                       |                       |                       |                       |                       |                       |                       |                       |                         |                         |                         |                         |                         |                         |                        |                        |                        |                        |                        |                        |                        |                        |  |  |  |  |  |  |  |  |  |  |  |  |
|  |  |                       |                       |                       |                       | Teobaldo IV de Blois  | Teobaldo IV de Blois  | Teobaldo IV de Blois | Teobaldo IV de Blois | Teobaldo IV de Blois | Teobaldo IV de Blois |                     |                     |                       |                       |                       |                       | Matilde de Carintia   | Matilde de Carintia   | Matilde de Carintia   | Matilde de Carintia   | Matilde de Carintia     | Matilde de Carintia     |                         |                         |                         |                         |                        |                        |                        |                        |                        |                        |                        |                        |  |  |  |  |  |  |  |  |  |  |  |  |
|  |  |                       |                       |                       |                       | Teobaldo IV de Blois  | Teobaldo IV de Blois  | Teobaldo IV de Blois | Teobaldo IV de Blois | Teobaldo IV de Blois | Teobaldo IV de Blois |                     |                     |                       |                       |                       |                       | Matilde de Carintia   | Matilde de Carintia   | Matilde de Carintia   | Matilde de Carintia   | Matilde de Carintia     | Matilde de Carintia     |                         |                         |                         |                         |                        |                        |                        |                        |                        |                        |                        |                        |  |  |  |  |  |  |  |  |  |  |  |  |
|  |  |                       |                       |                       |                       |                       |                       |                      |                      |                      |                      |                     |                     |                       |                       |                       |                       |                       |                       |                       |                       |                         |                         |                         |                         |                         |                         |                        |                        |                        |                        |                        |                        |                        |                        |  |  |  |  |  |  |  |  |  |  |  |  |
|  |  |                       |                       |                       |                       |                       |                       |                      |                      |                      |                      |                     |                     |                       |                       |                       |                       |                       |                       |                       |                       |                         |                         |                         |                         |                         |                         |                        |                        |                        |                        |                        |                        |                        |                        |  |  |  |  |  |  |  |  |  |  |  |  |
|  |  | Enrique I de Champaña | Enrique I de Champaña | Enrique I de Champaña | Enrique I de Champaña | Enrique I de Champaña | Enrique I de Champaña |                      |                      | Teobaldo V de Blois  | Teobaldo V de Blois  | Teobaldo V de Blois | Teobaldo V de Blois | Teobaldo V de Blois   | Teobaldo V de Blois   |                       |                       | Esteban I de Sancerre | Esteban I de Sancerre | Esteban I de Sancerre | Esteban I de Sancerre | Esteban I de Sancerre   | Esteban I de Sancerre   |                         |                         | Beatriz de Donzé        | Beatriz de Donzé        | Beatriz de Donzé       | Beatriz de Donzé       | Beatriz de Donzé       | Beatriz de Donzé       |                        |                        |                        |                        |  |  |  |  |  |  |  |  |  |  |  |  |
|  |  | Enrique I de Champaña | Enrique I de Champaña | Enrique I de Champaña | Enrique I de Champaña | Enrique I de Champaña | Enrique I de Champaña |                      |                      | Teobaldo V de Blois  | Teobaldo V de Blois  | Teobaldo V de Blois | Teobaldo V de Blois | Teobaldo V de Blois   | Teobaldo V de Blois   |                       |                       | Esteban I de Sancerre | Esteban I de Sancerre | Esteban I de Sancerre | Esteban I de Sancerre | Esteban I de Sancerre   | Esteban I de Sancerre   |                         |                         | Beatriz de Donzé        | Beatriz de Donzé        | Beatriz de Donzé       | Beatriz de Donzé       | Beatriz de Donzé       | Beatriz de Donzé       |                        |                        |                        |                        |  |  |  |  |  |  |  |  |  |  |  |  |
|  |  |                       |                       |                       |                       |                       |                       |                      |                      |                      |                      |                     |                     |                       |                       |                       |                       |                       |                       |                       |                       |                         |                         |                         |                         |                         |                         |                        |                        |                        |                        |                        |                        |                        |                        |  |  |  |  |  |  |  |  |  |  |  |  |
|  |  |                       |                       |                       |                       |                       |                       |                      |                      |                      |                      |                     |                     |                       |                       |                       |                       |                       |                       |                       |                       |                         |                         |                         |                         |                         |                         |                        |                        |                        |                        |                        |                        |                        |                        |  |  |  |  |  |  |  |  |  |  |  |  |
|  |  |                       |                       |                       |                       |                       |                       |                      |                      |                      |                      |                     |                     |                       |                       |                       |                       |                       |                       |                       |                       | Guillermo I de Sancerre | Guillermo I de Sancerre | Guillermo I de Sancerre | Guillermo I de Sancerre | Guillermo I de Sancerre | Guillermo I de Sancerre |                        |                        | María de Charenton     | María de Charenton     | María de Charenton     | María de Charenton     | María de Charenton     | María de Charenton     |  |  |  |  |  |  |  |  |  |  |  |  |
|  |  |                       |                       |                       |                       |                       |                       |                      |                      |                      |                      |                     |                     |                       |                       |                       |                       |                       |                       |                       |                       | Guillermo I de Sancerre | Guillermo I de Sancerre | Guillermo I de Sancerre | Guillermo I de Sancerre | Guillermo I de Sancerre | Guillermo I de Sancerre |                        |                        | María de Charenton     | María de Charenton     | María de Charenton     | María de Charenton     | María de Charenton     | María de Charenton     |  |  |  |  |  |  |  |  |  |  |  |  |
|  |  |                       |                       |                       |                       |                       |                       |                      |                      |                      |                      |                     |                     |                       |                       |                       |                       |                       |                       |                       |                       |                         |                         |                         |                         |                         |                         |                        |                        |                        |                        |                        |                        |                        |                        |  |  |  |  |  |  |  |  |  |  |  |  |
|  |  |                       |                       |                       |                       |                       |                       |                      |                      |                      |                      |                     |                     |                       |                       |                       |                       |                       |                       |                       |                       |                         |                         |                         |                         |                         |                         |                        |                        |                        |                        |                        |                        |                        |                        |  |  |  |  |  |  |  |  |  |  |  |  |
|  |  |                       |                       |                       |                       |                       |                       |                      |                      |                      |                      |                     |                     |                       |                       |                       |                       | Denisa de Déols       | Denisa de Déols       | Denisa de Déols       | Denisa de Déols       | Denisa de Déols         | Denisa de Déols         |                         |                         | Luis I de Sancerre      | Luis I de Sancerre      | Luis I de Sancerre     | Luis I de Sancerre     | Luis I de Sancerre     | Luis I de Sancerre     |                        |                        |                        |                        |  |  |  |  |  |  |  |  |  |  |  |  |
|  |  |                       |                       |                       |                       |                       |                       |                      |                      |                      |                      |                     |                     |                       |                       |                       |                       | Denisa de Déols       | Denisa de Déols       | Denisa de Déols       | Denisa de Déols       | Denisa de Déols         | Denisa de Déols         |                         |                         | Luis I de Sancerre      | Luis I de Sancerre      | Luis I de Sancerre     | Luis I de Sancerre     | Luis I de Sancerre     | Luis I de Sancerre     |                        |                        |                        |                        |  |  |  |  |  |  |  |  |  |  |  |  |
|  |  |                       |                       |                       |                       |                       |                       |                      |                      |                      |                      |                     |                     |                       |                       |                       |                       |                       |                       |                       |                       |                         |                         |                         |                         |                         |                         |                        |                        |                        |                        |                        |                        |                        |                        |  |  |  |  |  |  |  |  |  |  |  |  |
|  |  |                       |                       |                       |                       |                       |                       |                      |                      |                      |                      |                     |                     |                       |                       |                       |                       |                       |                       |                       |                       |                         |                         |                         |                         |                         |                         |                        |                        |                        |                        |                        |                        |                        |                        |  |  |  |  |  |  |  |  |  |  |  |  |
|  |  |                       |                       |                       |                       |                       |                       |                      |                      |                      |                      |                     |                     |                       |                       |                       |                       |                       |                       |                       |                       | Juan I de Sancerre      | Juan I de Sancerre      | Juan I de Sancerre      | Juan I de Sancerre      | Juan I de Sancerre      | Juan I de Sancerre      |                        |                        | María de Vierzon       | María de Vierzon       | María de Vierzon       | María de Vierzon       | María de Vierzon       | María de Vierzon       |  |  |  |  |  |  |  |  |  |  |  |  |
|  |  |                       |                       |                       |                       |                       |                       |                      |                      |                      |                      |                     |                     |                       |                       |                       |                       |                       |                       |                       |                       | Juan I de Sancerre      | Juan I de Sancerre      | Juan I de Sancerre      | Juan I de Sancerre      | Juan I de Sancerre      | Juan I de Sancerre      |                        |                        | María de Vierzon       | María de Vierzon       | María de Vierzon       | María de Vierzon       | María de Vierzon       | María de Vierzon       |  |  |  |  |  |  |  |  |  |  |  |  |
|  |  |                       |                       |                       |                       |                       |                       |                      |                      |                      |                      |                     |                     |                       |                       |                       |                       |                       |                       |                       |                       |                         |                         |                         |                         |                         |                         |                        |                        |                        |                        |                        |                        |                        |                        |  |  |  |  |  |  |  |  |  |  |  |  |
|  |  |                       |                       |                       |                       |                       |                       |                      |                      |                      |                      |                     |                     |                       |                       |                       |                       |                       |                       |                       |                       |                         |                         |                         |                         |                         |                         |                        |                        |                        |                        |                        |                        |                        |                        |  |  |  |  |  |  |  |  |  |  |  |  |
|  |  |                       |                       |                       |                       |                       |                       |                      |                      |                      |                      |                     |                     | Luisa de Beaumez      | Luisa de Beaumez      | Luisa de Beaumez      | Luisa de Beaumez      | Luisa de Beaumez      | Luisa de Beaumez      |                       |                       | Juan II de Sancerre     | Juan II de Sancerre     | Juan II de Sancerre     | Juan II de Sancerre     | Juan II de Sancerre     | Juan II de Sancerre     |                        |                        | Esteban II de Sancerre | Esteban II de Sancerre | Esteban II de Sancerre | Esteban II de Sancerre | Esteban II de Sancerre | Esteban II de Sancerre |  |  |  |  |  |  |  |  |  |  |  |  |
|  |  |                       |                       |                       |                       |                       |                       |                      |                      |                      |                      |                     |                     | Luisa de Beaumez      | Luisa de Beaumez      | Luisa de Beaumez      | Luisa de Beaumez      | Luisa de Beaumez      | Luisa de Beaumez      |                       |                       | Juan II de Sancerre     | Juan II de Sancerre     | Juan II de Sancerre     | Juan II de Sancerre     | Juan II de Sancerre     | Juan II de Sancerre     |                        |                        | Esteban II de Sancerre | Esteban II de Sancerre | Esteban II de Sancerre | Esteban II de Sancerre | Esteban II de Sancerre | Esteban II de Sancerre |  |  |  |  |  |  |  |  |  |  |  |  |
|  |  |                       |                       |                       |                       |                       |                       |                      |                      |                      |                      |                     |                     |                       |                       |                       |                       |                       |                       |                       |                       |                         |                         |                         |                         |                         |                         |                        |                        |                        |                        |                        |                        |                        |                        |  |  |  |  |  |  |  |  |  |  |  |  |
|  |  |                       |                       |                       |                       |                       |                       |                      |                      |                      |                      |                     |                     |                       |                       |                       |                       |                       |                       |                       |                       |                         |                         |                         |                         |                         |                         |                        |                        |                        |                        |                        |                        |                        |                        |  |  |  |  |  |  |  |  |  |  |  |  |
|  |  |                       |                       |                       |                       |                       |                       |                      |                      |                      |                      |                     |                     |                       |                       |                       |                       | Luis II de Sancerre   | Luis II de Sancerre   | Luis II de Sancerre   | Luis II de Sancerre   | Luis II de Sancerre     | Luis II de Sancerre     |                         |                         | Beatriz de Pierrepont   | Beatriz de Pierrepont   | Beatriz de Pierrepont  | Beatriz de Pierrepont  | Beatriz de Pierrepont  | Beatriz de Pierrepont  |                        |                        |                        |                        |  |  |  |  |  |  |  |  |  |  |  |  |
|  |  |                       |                       |                       |                       |                       |                       |                      |                      |                      |                      |                     |                     |                       |                       |                       |                       | Luis II de Sancerre   | Luis II de Sancerre   | Luis II de Sancerre   | Luis II de Sancerre   | Luis II de Sancerre     | Luis II de Sancerre     |                         |                         | Beatriz de Pierrepont   | Beatriz de Pierrepont   | Beatriz de Pierrepont  | Beatriz de Pierrepont  | Beatriz de Pierrepont  | Beatriz de Pierrepont  |                        |                        |                        |                        |  |  |  |  |  |  |  |  |  |  |  |  |
|  |  |                       |                       |                       |                       |                       |                       |                      |                      |                      |                      |                     |                     |                       |                       |                       |                       |                       |                       |                       |                       |                         |                         |                         |                         |                         |                         |                        |                        |                        |                        |                        |                        |                        |                        |  |  |  |  |  |  |  |  |  |  |  |  |
|  |  |                       |                       |                       |                       |                       |                       |                      |                      |                      |                      |                     |                     |                       |                       |                       |                       |                       |                       |                       |                       |                         |                         |                         |                         |                         |                         |                        |                        |                        |                        |                        |                        |                        |                        |  |  |  |  |  |  |  |  |  |  |  |  |
|  |  |                       |                       |                       |                       |                       |                       |                      |                      |                      |                      |                     |                     | Margarita de Marmande | Margarita de Marmande | Margarita de Marmande | Margarita de Marmande | Margarita de Marmande | Margarita de Marmande |                       |                       | Juan III de Sancerre    | Juan III de Sancerre    | Juan III de Sancerre    | Juan III de Sancerre    | Juan III de Sancerre    | Juan III de Sancerre    |                        |                        |                        |                        |                        |                        |                        |                        |  |  |  |  |  |  |  |  |  |  |  |  |
|  |  |                       |                       |                       |                       |                       |                       |                      |                      |                      |                      |                     |                     | Margarita de Marmande | Margarita de Marmande | Margarita de Marmande | Margarita de Marmande | Margarita de Marmande | Margarita de Marmande |                       |                       | Juan III de Sancerre    | Juan III de Sancerre    | Juan III de Sancerre    | Juan III de Sancerre    | Juan III de Sancerre    | Juan III de Sancerre    |                        |                        |                        |                        |                        |                        |                        |                        |  |  |  |  |  |  |  |  |  |  |  |  |
|  |  |                       |                       |                       |                       |                       |                       |                      |                      |                      |                      |                     |                     |                       |                       |                       |                       |                       |                       |                       |                       |                         |                         |                         |                         |                         |                         |                        |                        |                        |                        |                        |                        |                        |                        |  |  |  |  |  |  |  |  |  |  |  |  |
|  |  |                       |                       |                       |                       |                       |                       |                      |                      |                      |                      |                     |                     |                       |                       |                       |                       |                       |                       |                       |                       |                         |                         |                         |                         |                         |                         |                        |                        |                        |                        |                        |                        |                        |                        |  |  |  |  |  |  |  |  |  |  |  |  |
|  |  |                       |                       |                       |                       |                       |                       |                      |                      |                      |                      |                     |                     |                       |                       |                       |                       | Margarita de Sancerre | Margarita de Sancerre | Margarita de Sancerre | Margarita de Sancerre | Margarita de Sancerre   | Margarita de Sancerre   |                         |                         | Beraldo II de Auvernia  | Beraldo II de Auvernia  | Beraldo II de Auvernia | Beraldo II de Auvernia | Beraldo II de Auvernia | Beraldo II de Auvernia |                        |                        |                        |                        |  |  |  |  |  |  |  |  |  |  |  |  |
|  |  |                       |                       |                       |                       |                       |                       |                      |                      |                      |                      |                     |                     |                       |                       |                       |                       | Margarita de Sancerre | Margarita de Sancerre | Margarita de Sancerre | Margarita de Sancerre | Margarita de Sancerre   | Margarita de Sancerre   |                         |                         | Beraldo II de Auvernia  | Beraldo II de Auvernia  | Beraldo II de Auvernia | Beraldo II de Auvernia | Beraldo II de Auvernia | Beraldo II de Auvernia |                        |                        |                        |                        |  |  |  |  |  |  |  |  |  |  |  |  |
|  |  |                       |                       |                       |                       |                       |                       |                      |                      |                      |                      |                     |                     |                       |                       |                       |                       |                       |                       |                       |                       |                         |                         |                         |                         |                         |                         |                        |                        |                        |                        |                        |                        |                        |                        |  |  |  |  |  |  |  |  |  |  |  |  |

### Casa de Sancerre
Cuando falleció Teobaldo IV de Blois en 1152, sus bienes se dividieron entre sus hijos. Esteban, su hijo menor, recibió el señorío de Sancerre elevado a condado. El condado de Sancerre estaba bajo el control de los condados de Blois y de Champaña. Sus descendientes ostentaron el título de condes de Sancerre hasta 1419, año de la muerte de la condesa Margarita de Sancerre.

#### Genealogía simplificada
: Conde de Blois

 : Conde de Champaña

 : Conde de Sancerre
|  |  |                       |                       |                       |                       |                       |                       |                      |                      |                      |                      |                     |                     |                       |                       |                       |                       |                       |                       |                       |                       |                         |                         |                         |                         |                         |                         |                        |                        |                        |                        |                        |                        |                        |                        |  |  |  |  |  |  |  |  |  |  |  |  |
|  |  |                       |                       |                       |                       | Teobaldo IV de Blois  | Teobaldo IV de Blois  | Teobaldo IV de Blois | Teobaldo IV de Blois | Teobaldo IV de Blois | Teobaldo IV de Blois |                     |                     |                       |                       |                       |                       | Matilde de Carintia   | Matilde de Carintia   | Matilde de Carintia   | Matilde de Carintia   | Matilde de Carintia     | Matilde de Carintia     |                         |                         |                         |                         |                        |                        |                        |                        |                        |                        |                        |                        |  |  |  |  |  |  |  |  |  |  |  |  |
|  |  |                       |                       |                       |                       | Teobaldo IV de Blois  | Teobaldo IV de Blois  | Teobaldo IV de Blois | Teobaldo IV de Blois | Teobaldo IV de Blois | Teobaldo IV de Blois |                     |                     |                       |                       |                       |                       | Matilde de Carintia   | Matilde de Carintia   | Matilde de Carintia   | Matilde de Carintia   | Matilde de Carintia     | Matilde de Carintia     |                         |                         |                         |                         |                        |                        |                        |                        |                        |                        |                        |                        |  |  |  |  |  |  |  |  |  |  |  |  |
|  |  |                       |                       |                       |                       |                       |                       |                      |                      |                      |                      |                     |                     |                       |                       |                       |                       |                       |                       |                       |                       |                         |                         |                         |                         |                         |                         |                        |                        |                        |                        |                        |                        |                        |                        |  |  |  |  |  |  |  |  |  |  |  |  |
|  |  |                       |                       |                       |                       |                       |                       |                      |                      |                      |                      |                     |                     |                       |                       |                       |                       |                       |                       |                       |                       |                         |                         |                         |                         |                         |                         |                        |                        |                        |                        |                        |                        |                        |                        |  |  |  |  |  |  |  |  |  |  |  |  |
|  |  | Enrique I de Champaña | Enrique I de Champaña | Enrique I de Champaña | Enrique I de Champaña | Enrique I de Champaña | Enrique I de Champaña |                      |                      | Teobaldo V de Blois  | Teobaldo V de Blois  | Teobaldo V de Blois | Teobaldo V de Blois | Teobaldo V de Blois   | Teobaldo V de Blois   |                       |                       | Esteban I de Sancerre | Esteban I de Sancerre | Esteban I de Sancerre | Esteban I de Sancerre | Esteban I de Sancerre   | Esteban I de Sancerre   |                         |                         | Beatriz de Donzé        | Beatriz de Donzé        | Beatriz de Donzé       | Beatriz de Donzé       | Beatriz de Donzé       | Beatriz de Donzé       |                        |                        |                        |                        |  |  |  |  |  |  |  |  |  |  |  |  |
|  |  | Enrique I de Champaña | Enrique I de Champaña | Enrique I de Champaña | Enrique I de Champaña | Enrique I de Champaña | Enrique I de Champaña |                      |                      | Teobaldo V de Blois  | Teobaldo V de Blois  | Teobaldo V de Blois | Teobaldo V de Blois | Teobaldo V de Blois   | Teobaldo V de Blois   |                       |                       | Esteban I de Sancerre | Esteban I de Sancerre | Esteban I de Sancerre | Esteban I de Sancerre | Esteban I de Sancerre   | Esteban I de Sancerre   |                         |                         | Beatriz de Donzé        | Beatriz de Donzé        | Beatriz de Donzé       | Beatriz de Donzé       | Beatriz de Donzé       | Beatriz de Donzé       |                        |                        |                        |                        |  |  |  |  |  |  |  |  |  |  |  |  |
|  |  |                       |                       |                       |                       |                       |                       |                      |                      |                      |                      |                     |                     |                       |                       |                       |                       |                       |                       |                       |                       |                         |                         |                         |                         |                         |                         |                        |                        |                        |                        |                        |                        |                        |                        |  |  |  |  |  |  |  |  |  |  |  |  |
|  |  |                       |                       |                       |                       |                       |                       |                      |                      |                      |                      |                     |                     |                       |                       |                       |                       |                       |                       |                       |                       |                         |                         |                         |                         |                         |                         |                        |                        |                        |                        |                        |                        |                        |                        |  |  |  |  |  |  |  |  |  |  |  |  |
|  |  |                       |                       |                       |                       |                       |                       |                      |                      |                      |                      |                     |                     |                       |                       |                       |                       |                       |                       |                       |                       | Guillermo I de Sancerre | Guillermo I de Sancerre | Guillermo I de Sancerre | Guillermo I de Sancerre | Guillermo I de Sancerre | Guillermo I de Sancerre |                        |                        | María de Charenton     | María de Charenton     | María de Charenton     | María de Charenton     | María de Charenton     | María de Charenton     |  |  |  |  |  |  |  |  |  |  |  |  |
|  |  |                       |                       |                       |                       |                       |                       |                      |                      |                      |                      |                     |                     |                       |                       |                       |                       |                       |                       |                       |                       | Guillermo I de Sancerre | Guillermo I de Sancerre | Guillermo I de Sancerre | Guillermo I de Sancerre | Guillermo I de Sancerre | Guillermo I de Sancerre |                        |                        | María de Charenton     | María de Charenton     | María de Charenton     | María de Charenton     | María de Charenton     | María de Charenton     |  |  |  |  |  |  |  |  |  |  |  |  |
|  |  |                       |                       |                       |                       |                       |                       |                      |                      |                      |                      |                     |                     |                       |                       |                       |                       |                       |                       |                       |                       |                         |                         |                         |                         |                         |                         |                        |                        |                        |                        |                        |                        |                        |                        |  |  |  |  |  |  |  |  |  |  |  |  |
|  |  |                       |                       |                       |                       |                       |                       |                      |                      |                      |                      |                     |                     |                       |                       |                       |                       |                       |                       |                       |                       |                         |                         |                         |                         |                         |                         |                        |                        |                        |                        |                        |                        |                        |                        |  |  |  |  |  |  |  |  |  |  |  |  |
|  |  |                       |                       |                       |                       |                       |                       |                      |                      |                      |                      |                     |                     |                       |                       |                       |                       | Denisa de Déols       | Denisa de Déols       | Denisa de Déols       | Denisa de Déols       | Denisa de Déols         | Denisa de Déols         |                         |                         | Luis I de Sancerre      | Luis I de Sancerre      | Luis I de Sancerre     | Luis I de Sancerre     | Luis I de Sancerre     | Luis I de Sancerre     |                        |                        |                        |                        |  |  |  |  |  |  |  |  |  |  |  |  |
|  |  |                       |                       |                       |                       |                       |                       |                      |                      |                      |                      |                     |                     |                       |                       |                       |                       | Denisa de Déols       | Denisa de Déols       | Denisa de Déols       | Denisa de Déols       | Denisa de Déols         | Denisa de Déols         |                         |                         | Luis I de Sancerre      | Luis I de Sancerre      | Luis I de Sancerre     | Luis I de Sancerre     | Luis I de Sancerre     | Luis I de Sancerre     |                        |                        |                        |                        |  |  |  |  |  |  |  |  |  |  |  |  |
|  |  |                       |                       |                       |                       |                       |                       |                      |                      |                      |                      |                     |                     |                       |                       |                       |                       |                       |                       |                       |                       |                         |                         |                         |                         |                         |                         |                        |                        |                        |                        |                        |                        |                        |                        |  |  |  |  |  |  |  |  |  |  |  |  |
|  |  |                       |                       |                       |                       |                       |                       |                      |                      |                      |                      |                     |                     |                       |                       |                       |                       |                       |                       |                       |                       |                         |                         |                         |                         |                         |                         |                        |                        |                        |                        |                        |                        |                        |                        |  |  |  |  |  |  |  |  |  |  |  |  |
|  |  |                       |                       |                       |                       |                       |                       |                      |                      |                      |                      |                     |                     |                       |                       |                       |                       |                       |                       |                       |                       | Juan I de Sancerre      | Juan I de Sancerre      | Juan I de Sancerre      | Juan I de Sancerre      | Juan I de Sancerre      | Juan I de Sancerre      |                        |                        | María de Vierzon       | María de Vierzon       | María de Vierzon       | María de Vierzon       | María de Vierzon       | María de Vierzon       |  |  |  |  |  |  |  |  |  |  |  |  |
|  |  |                       |                       |                       |                       |                       |                       |                      |                      |                      |                      |                     |                     |                       |                       |                       |                       |                       |                       |                       |                       | Juan I de Sancerre      | Juan I de Sancerre      | Juan I de Sancerre      | Juan I de Sancerre      | Juan I de Sancerre      | Juan I de Sancerre      |                        |                        | María de Vierzon       | María de Vierzon       | María de Vierzon       | María de Vierzon       | María de Vierzon       | María de Vierzon       |  |  |  |  |  |  |  |  |  |  |  |  |
|  |  |                       |                       |                       |                       |                       |                       |                      |                      |                      |                      |                     |                     |                       |                       |                       |                       |                       |                       |                       |                       |                         |                         |                         |                         |                         |                         |                        |                        |                        |                        |                        |                        |                        |                        |  |  |  |  |  |  |  |  |  |  |  |  |
|  |  |                       |                       |                       |                       |                       |                       |                      |                      |                      |                      |                     |                     |                       |                       |                       |                       |                       |                       |                       |                       |                         |                         |                         |                         |                         |                         |                        |                        |                        |                        |                        |                        |                        |                        |  |  |  |  |  |  |  |  |  |  |  |  |
|  |  |                       |                       |                       |                       |                       |                       |                      |                      |                      |                      |                     |                     | Luisa de Beaumez      | Luisa de Beaumez      | Luisa de Beaumez      | Luisa de Beaumez      | Luisa de Beaumez      | Luisa de Beaumez      |                       |                       | Juan II de Sancerre     | Juan II de Sancerre     | Juan II de Sancerre     | Juan II de Sancerre     | Juan II de Sancerre     | Juan II de Sancerre     |                        |                        | Esteban II de Sancerre | Esteban II de Sancerre | Esteban II de Sancerre | Esteban II de Sancerre | Esteban II de Sancerre | Esteban II de Sancerre |  |  |  |  |  |  |  |  |  |  |  |  |
|  |  |                       |                       |                       |                       |                       |                       |                      |                      |                      |                      |                     |                     | Luisa de Beaumez      | Luisa de Beaumez      | Luisa de Beaumez      | Luisa de Beaumez      | Luisa de Beaumez      | Luisa de Beaumez      |                       |                       | Juan II de Sancerre     | Juan II de Sancerre     | Juan II de Sancerre     | Juan II de Sancerre     | Juan II de Sancerre     | Juan II de Sancerre     |                        |                        | Esteban II de Sancerre | Esteban II de Sancerre | Esteban II de Sancerre | Esteban II de Sancerre | Esteban II de Sancerre | Esteban II de Sancerre |  |  |  |  |  |  |  |  |  |  |  |  |
|  |  |                       |                       |                       |                       |                       |                       |                      |                      |                      |                      |                     |                     |                       |                       |                       |                       |                       |                       |                       |                       |                         |                         |                         |                         |                         |                         |                        |                        |                        |                        |                        |                        |                        |                        |  |  |  |  |  |  |  |  |  |  |  |  |
|  |  |                       |                       |                       |                       |                       |                       |                      |                      |                      |                      |                     |                     |                       |                       |                       |                       |                       |                       |                       |                       |                         |                         |                         |                         |                         |                         |                        |                        |                        |                        |                        |                        |                        |                        |  |  |  |  |  |  |  |  |  |  |  |  |
|  |  |                       |                       |                       |                       |                       |                       |                      |                      |                      |                      |                     |                     |                       |                       |                       |                       | Luis II de Sancerre   | Luis II de Sancerre   | Luis II de Sancerre   | Luis II de Sancerre   | Luis II de Sancerre     | Luis II de Sancerre     |                         |                         | Beatriz de Pierrepont   | Beatriz de Pierrepont   | Beatriz de Pierrepont  | Beatriz de Pierrepont  | Beatriz de Pierrepont  | Beatriz de Pierrepont  |                        |                        |                        |                        |  |  |  |  |  |  |  |  |  |  |  |  |
|  |  |                       |                       |                       |                       |                       |                       |                      |                      |                      |                      |                     |                     |                       |                       |                       |                       | Luis II de Sancerre   | Luis II de Sancerre   | Luis II de Sancerre   | Luis II de Sancerre   | Luis II de Sancerre     | Luis II de Sancerre     |                         |                         | Beatriz de Pierrepont   | Beatriz de Pierrepont   | Beatriz de Pierrepont  | Beatriz de Pierrepont  | Beatriz de Pierrepont  | Beatriz de Pierrepont  |                        |                        |                        |                        |  |  |  |  |  |  |  |  |  |  |  |  |
|  |  |                       |                       |                       |                       |                       |                       |                      |                      |                      |                      |                     |                     |                       |                       |                       |                       |                       |                       |                       |                       |                         |                         |                         |                         |                         |                         |                        |                        |                        |                        |                        |                        |                        |                        |  |  |  |  |  |  |  |  |  |  |  |  |
|  |  |                       |                       |                       |                       |                       |                       |                      |                      |                      |                      |                     |                     |                       |                       |                       |                       |                       |                       |                       |                       |                         |                         |                         |                         |                         |                         |                        |                        |                        |                        |                        |                        |                        |                        |  |  |  |  |  |  |  |  |  |  |  |  |
|  |  |                       |                       |                       |                       |                       |                       |                      |                      |                      |                      |                     |                     | Margarita de Marmande | Margarita de Marmande | Margarita de Marmande | Margarita de Marmande | Margarita de Marmande | Margarita de Marmande |                       |                       | Juan III de Sancerre    | Juan III de Sancerre    | Juan III de Sancerre    | Juan III de Sancerre    | Juan III de Sancerre    | Juan III de Sancerre    |                        |                        |                        |                        |                        |                        |                        |                        |  |  |  |  |  |  |  |  |  |  |  |  |
|  |  |                       |                       |                       |                       |                       |                       |                      |                      |                      |                      |                     |                     | Margarita de Marmande | Margarita de Marmande | Margarita de Marmande | Margarita de Marmande | Margarita de Marmande | Margarita de Marmande |                       |                       | Juan III de Sancerre    | Juan III de Sancerre    | Juan III de Sancerre    | Juan III de Sancerre    | Juan III de Sancerre    | Juan III de Sancerre    |                        |                        |                        |                        |                        |                        |                        |                        |  |  |  |  |  |  |  |  |  |  |  |  |
|  |  |                       |                       |                       |                       |                       |                       |                      |                      |                      |                      |                     |                     |                       |                       |                       |                       |                       |                       |                       |                       |                         |                         |                         |                         |                         |                         |                        |                        |                        |                        |                        |                        |                        |                        |  |  |  |  |  |  |  |  |  |  |  |  |
|  |  |                       |                       |                       |                       |                       |                       |                      |                      |                      |                      |                     |                     |                       |                       |                       |                       |                       |                       |                       |                       |                         |                         |                         |                         |                         |                         |                        |                        |                        |                        |                        |                        |                        |                        |  |  |  |  |  |  |  |  |  |  |  |  |
|  |  |                       |                       |                       |                       |                       |                       |                      |                      |                      |                      |                     |                     |                       |                       |                       |                       | Margarita de Sancerre | Margarita de Sancerre | Margarita de Sancerre | Margarita de Sancerre | Margarita de Sancerre   | Margarita de Sancerre   |                         |                         | Beraldo II de Auvernia  | Beraldo II de Auvernia  | Beraldo II de Auvernia | Beraldo II de Auvernia | Beraldo II de Auvernia | Beraldo II de Auvernia |                        |                        |                        |                        |  |  |  |  |  |  |  |  |  |  |  |  |
|  |  |                       |                       |                       |                       |                       |                       |                      |                      |                      |                      |                     |                     |                       |                       |                       |                       | Margarita de Sancerre | Margarita de Sancerre | Margarita de Sancerre | Margarita de Sancerre | Margarita de Sancerre   | Margarita de Sancerre   |                         |                         | Beraldo II de Auvernia  | Beraldo II de Auvernia  | Beraldo II de Auvernia | Beraldo II de Auvernia | Beraldo II de Auvernia | Beraldo II de Auvernia |                        |                        |                        |                        |  |  |  |  |  |  |  |  |  |  |  |  |
|  |  |                       |                       |                       |                       |                       |                       |                      |                      |                      |                      |                     |                     |                       |                       |                       |                       |                       |                       |                       |                       |                         |                         |                         |                         |                         |                         |                        |                        |                        |                        |                        |                        |                        |                        |  |  |  |  |  |  |  |  |  |  |  |  |

### Otras descendencias de Teobaldo I
A lo largo de los siglos, los descendientes de Teobaldo I de Blois lograron integrar a la mayoría de las familias nobles de Europa Occidental.
Hasta el siglo XI, los Tibaldianos casaron a sus hijas con herederos de otros duques, en particular con las casas de Montmorency, Bretaña y Poitiers-Aquitania (que a su vez dio origen a numerosas casas ilustres, pero también a los tronos de Francia, Inglaterra, España y Portugal a través de Leonor de Aquitania).

#### Genealogía simplificada
: Rey de Francia o Inglaterra

 : Conde de Blois

 : Conde de Champaña
|                    |                    |                             |                             |                             |                             |                             |                             |                           |                           |                           |                           |                           |                           |                       |                       |                     |                     |                     |                     |                     |                     |                          |                          |                          |                          |                          |                          |                         |                         |                         |                         |                     |                     |                     |                     |                     |                     |                         |                         |                           |                           |                           |                           |                           |                           |                              |                              |                              |                              |                              |                              |                             |                             |                              |                              |                              |                              |                              |                              |  |  |
|                    |                    |                             |                             |                             |                             |                             |                             |                           |                           |                           |                           |                           |                           | Teobaldo I de Blois   | Teobaldo I de Blois   | Teobaldo I de Blois | Teobaldo I de Blois | Teobaldo I de Blois | Teobaldo I de Blois |                     |                     |                          |                          |                          |                          | Liutgarda de Vermandois  | Liutgarda de Vermandois  | Liutgarda de Vermandois | Liutgarda de Vermandois | Liutgarda de Vermandois | Liutgarda de Vermandois |                     |                     |                     |                     |                     |                     |                         |                         |                           |                           |                           |                           |                           |                           |                              |                              |                              |                              |                              |                              |                             |                             |                              |                              |                              |                              |                              |                              |  |  |
|                    |                    |                             |                             |                             |                             |                             |                             |                           |                           |                           |                           |                           |                           | Teobaldo I de Blois   | Teobaldo I de Blois   | Teobaldo I de Blois | Teobaldo I de Blois | Teobaldo I de Blois | Teobaldo I de Blois |                     |                     |                          |                          |                          |                          | Liutgarda de Vermandois  | Liutgarda de Vermandois  | Liutgarda de Vermandois | Liutgarda de Vermandois | Liutgarda de Vermandois | Liutgarda de Vermandois |                     |                     |                     |                     |                     |                     |                         |                         |                           |                           |                           |                           |                           |                           |                              |                              |                              |                              |                              |                              |                             |                             |                              |                              |                              |                              |                              |                              |  |  |
|                    |                    |                             |                             |                             |                             |                             |                             |                           |                           |                           |                           |                           |                           |                       |                       |                     |                     |                     |                     |                     |                     |                          |                          |                          |                          |                          |                          |                         |                         |                         |                         |                     |                     |                     |                     |                     |                     |                         |                         |                           |                           |                           |                           |                           |                           |                              |                              |                              |                              |                              |                              |                             |                             |                              |                              |                              |                              |                              |                              |  |  |
|                    |                    |                             |                             |                             |                             |                             |                             |                           |                           |                           |                           |                           |                           |                       |                       |                     |                     |                     |                     |                     |                     |                          |                          |                          |                          |                          |                          |                         |                         |                         |                         |                     |                     |                     |                     |                     |                     |                         |                         |                           |                           |                           |                           |                           |                           |                              |                              |                              |                              |                              |                              |                             |                             |                              |                              |                              |                              |                              |                              |  |  |
|                    |                    | Guillermo IV de Aquitania   | Guillermo IV de Aquitania   | Guillermo IV de Aquitania   | Guillermo IV de Aquitania   | Guillermo IV de Aquitania   | Guillermo IV de Aquitania   |                           |                           | Emma de Blois             | Emma de Blois             | Emma de Blois             | Emma de Blois             | Emma de Blois         | Emma de Blois         |                     |                     | Hildegarde de Blois | Hildegarde de Blois | Hildegarde de Blois | Hildegarde de Blois | Hildegarde de Blois      | Hildegarde de Blois      |                          |                          | Bouchard de Montmorency  | Bouchard de Montmorency  | Bouchard de Montmorency | Bouchard de Montmorency | Bouchard de Montmorency | Bouchard de Montmorency |                     |                     | Odón I de Blois     | Odón I de Blois     | Odón I de Blois     | Odón I de Blois     | Odón I de Blois         | Odón I de Blois         |                           |                           | Berta de Borgoña          | Berta de Borgoña          | Berta de Borgoña          | Berta de Borgoña          | Berta de Borgoña             | Berta de Borgoña             |                              |                              |                              |                              |                             |                             |                              |                              |                              |                              |                              |                              |  |  |
|                    |                    | Guillermo IV de Aquitania   | Guillermo IV de Aquitania   | Guillermo IV de Aquitania   | Guillermo IV de Aquitania   | Guillermo IV de Aquitania   | Guillermo IV de Aquitania   |                           |                           | Emma de Blois             | Emma de Blois             | Emma de Blois             | Emma de Blois             | Emma de Blois         | Emma de Blois         |                     |                     | Hildegarde de Blois | Hildegarde de Blois | Hildegarde de Blois | Hildegarde de Blois | Hildegarde de Blois      | Hildegarde de Blois      |                          |                          | Bouchard de Montmorency  | Bouchard de Montmorency  | Bouchard de Montmorency | Bouchard de Montmorency | Bouchard de Montmorency | Bouchard de Montmorency |                     |                     | Odón I de Blois     | Odón I de Blois     | Odón I de Blois     | Odón I de Blois     | Odón I de Blois         | Odón I de Blois         |                           |                           | Berta de Borgoña          | Berta de Borgoña          | Berta de Borgoña          | Berta de Borgoña          | Berta de Borgoña             | Berta de Borgoña             |                              |                              |                              |                              |                             |                             |                              |                              |                              |                              |                              |                              |  |  |
|                    |                    |                             |                             |                             |                             |                             |                             |                           |                           |                           |                           |                           |                           |                       |                       |                     |                     |                     |                     |                     |                     |                          |                          |                          |                          |                          |                          |                         |                         |                         |                         |                     |                     |                     |                     |                     |                     |                         |                         |                           |                           |                           |                           |                           |                           |                              |                              |                              |                              |                              |                              |                             |                             |                              |                              |                              |                              |                              |                              |  |  |
|                    |                    |                             |                             |                             |                             |                             |                             |                           |                           |                           |                           |                           |                           |                       |                       |                     |                     |                     |                     |                     |                     |                          |                          |                          |                          |                          |                          |                         |                         |                         |                         |                     |                     |                     |                     |                     |                     |                         |                         |                           |                           |                           |                           |                           |                           |                              |                              |                              |                              |                              |                              |                             |                             |                              |                              |                              |                              |                              |                              |  |  |
| Sancha de Vasconia | Sancha de Vasconia | Sancha de Vasconia          | Sancha de Vasconia          | Sancha de Vasconia          | Sancha de Vasconia          |                             |                             | Guillermo V de Aquitania  | Guillermo V de Aquitania  | Guillermo V de Aquitania  | Guillermo V de Aquitania  | Guillermo V de Aquitania  | Guillermo V de Aquitania  |                       |                       |                     |                     |                     |                     |                     |                     |                          |                          |                          |                          |                          |                          |                         |                         |                         |                         |                     |                     |                     |                     |                     |                     | Agnes de Blois          | Agnes de Blois          | Agnes de Blois            | Agnes de Blois            | Agnes de Blois            | Agnes de Blois            |                           |                           | Godofredo II de Thouars      | Godofredo II de Thouars      | Godofredo II de Thouars      | Godofredo II de Thouars      | Godofredo II de Thouars      | Godofredo II de Thouars      |                             |                             |                              |                              |                              |                              |                              |                              |  |  |
| Sancha de Vasconia | Sancha de Vasconia | Sancha de Vasconia          | Sancha de Vasconia          | Sancha de Vasconia          | Sancha de Vasconia          |                             |                             | Guillermo V de Aquitania  | Guillermo V de Aquitania  | Guillermo V de Aquitania  | Guillermo V de Aquitania  | Guillermo V de Aquitania  | Guillermo V de Aquitania  |                       |                       |                     |                     |                     |                     |                     |                     |                          |                          |                          |                          |                          |                          |                         |                         |                         |                         |                     |                     |                     |                     |                     |                     | Agnes de Blois          | Agnes de Blois          | Agnes de Blois            | Agnes de Blois            | Agnes de Blois            | Agnes de Blois            |                           |                           | Godofredo II de Thouars      | Godofredo II de Thouars      | Godofredo II de Thouars      | Godofredo II de Thouars      | Godofredo II de Thouars      | Godofredo II de Thouars      |                             |                             |                              |                              |                              |                              |                              |                              |  |  |
|                    |                    |                             |                             |                             |                             |                             |                             |                           |                           |                           |                           |                           |                           |                       |                       |                     |                     |                     |                     |                     |                     |                          |                          |                          |                          |                          |                          |                         |                         |                         |                         |                     |                     |                     |                     |                     |                     |                         |                         |                           |                           |                           |                           |                           |                           |                              |                              |                              |                              |                              |                              |                             |                             |                              |                              |                              |                              |                              |                              |  |  |
|                    |                    |                             |                             |                             |                             |                             |                             |                           |                           |                           |                           |                           |                           |                       |                       |                     |                     |                     |                     |                     |                     |                          |                          |                          |                          |                          |                          |                         |                         |                         |                         |                     |                     |                     |                     |                     |                     |                         |                         |                           |                           |                           |                           |                           |                           |                              |                              |                              |                              |                              |                              |                             |                             |                              |                              |                              |                              |                              |                              |  |  |
|                    |                    |                             |                             |                             |                             |                             |                             |                           |                           |                           |                           |                           |                           |                       |                       |                     |                     |                     |                     |                     |                     |                          |                          |                          |                          |                          |                          |                         |                         |                         |                         |                     |                     |                     |                     |                     |                     |                         |                         |                           |                           | Aimery IV de Thouars      | Aimery IV de Thouars      | Aimery IV de Thouars      | Aimery IV de Thouars      | Aimery IV de Thouars         | Aimery IV de Thouars         |                              |                              | Aremgarda de Mauléon         | Aremgarda de Mauléon         | Aremgarda de Mauléon        | Aremgarda de Mauléon        | Aremgarda de Mauléon         | Aremgarda de Mauléon         |                              |                              |                              |                              |  |  |
|                    |                    |                             |                             |                             |                             |                             |                             |                           |                           |                           |                           |                           |                           |                       |                       |                     |                     |                     |                     |                     |                     |                          |                          |                          |                          |                          |                          |                         |                         |                         |                         |                     |                     |                     |                     |                     |                     |                         |                         |                           |                           | Aimery IV de Thouars      | Aimery IV de Thouars      | Aimery IV de Thouars      | Aimery IV de Thouars      | Aimery IV de Thouars         | Aimery IV de Thouars         |                              |                              | Aremgarda de Mauléon         | Aremgarda de Mauléon         | Aremgarda de Mauléon        | Aremgarda de Mauléon        | Aremgarda de Mauléon         | Aremgarda de Mauléon         |                              |                              |                              |                              |  |  |
|                    |                    |                             |                             |                             |                             |                             |                             |                           |                           |                           |                           |                           |                           |                       |                       |                     |                     |                     |                     |                     |                     |                          |                          |                          |                          |                          |                          |                         |                         |                         |                         |                     |                     |                     |                     |                     |                     |                         |                         |                           |                           |                           |                           |                           |                           |                              |                              |                              |                              |                              |                              |                             |                             |                              |                              |                              |                              |                              |                              |  |  |
|                    |                    |                             |                             |                             |                             |                             |                             |                           |                           |                           |                           |                           |                           |                       |                       |                     |                     |                     |                     |                     |                     |                          |                          |                          |                          |                          |                          |                         |                         |                         |                         |                     |                     |                     |                     |                     |                     |                         |                         |                           |                           |                           |                           |                           |                           |                              |                              |                              |                              |                              |                              |                             |                             |                              |                              |                              |                              |                              |                              |  |  |
|                    |                    | Guillermo VIII de Aquitania | Guillermo VIII de Aquitania | Guillermo VIII de Aquitania | Guillermo VIII de Aquitania | Guillermo VIII de Aquitania | Guillermo VIII de Aquitania |                           |                           | Hildegarda de Borgoña     | Hildegarda de Borgoña     | Hildegarda de Borgoña     | Hildegarda de Borgoña     | Hildegarda de Borgoña | Hildegarda de Borgoña |                     |                     |                     |                     |                     |                     |                          |                          |                          |                          |                          |                          |                         |                         |                         |                         |                     |                     |                     |                     |                     |                     |                         |                         | Bosón II de Châtellerault | Bosón II de Châtellerault | Bosón II de Châtellerault | Bosón II de Châtellerault | Bosón II de Châtellerault | Bosón II de Châtellerault |                              |                              | Leonor de Thouars            | Leonor de Thouars            | Leonor de Thouars            | Leonor de Thouars            | Leonor de Thouars           | Leonor de Thouars           |                              |                              |                              |                              |                              |                              |  |  |
|                    |                    | Guillermo VIII de Aquitania | Guillermo VIII de Aquitania | Guillermo VIII de Aquitania | Guillermo VIII de Aquitania | Guillermo VIII de Aquitania | Guillermo VIII de Aquitania |                           |                           | Hildegarda de Borgoña     | Hildegarda de Borgoña     | Hildegarda de Borgoña     | Hildegarda de Borgoña     | Hildegarda de Borgoña | Hildegarda de Borgoña |                     |                     |                     |                     |                     |                     |                          |                          |                          |                          |                          |                          |                         |                         |                         |                         |                     |                     |                     |                     |                     |                     |                         |                         | Bosón II de Châtellerault | Bosón II de Châtellerault | Bosón II de Châtellerault | Bosón II de Châtellerault | Bosón II de Châtellerault | Bosón II de Châtellerault |                              |                              | Leonor de Thouars            | Leonor de Thouars            | Leonor de Thouars            | Leonor de Thouars            | Leonor de Thouars           | Leonor de Thouars           |                              |                              |                              |                              |                              |                              |  |  |
|                    |                    |                             |                             |                             |                             |                             |                             |                           |                           |                           |                           |                           |                           |                       |                       |                     |                     |                     |                     |                     |                     |                          |                          |                          |                          |                          |                          |                         |                         |                         |                         |                     |                     |                     |                     |                     |                     |                         |                         |                           |                           |                           |                           |                           |                           |                              |                              |                              |                              |                              |                              |                             |                             |                              |                              |                              |                              |                              |                              |  |  |
|                    |                    |                             |                             |                             |                             |                             |                             |                           |                           |                           |                           |                           |                           |                       |                       |                     |                     |                     |                     |                     |                     |                          |                          |                          |                          |                          |                          |                         |                         |                         |                         |                     |                     |                     |                     |                     |                     |                         |                         |                           |                           |                           |                           |                           |                           |                              |                              |                              |                              |                              |                              |                             |                             |                              |                              |                              |                              |                              |                              |  |  |
|                    |                    |                             |                             |                             |                             |                             |                             | Guillermo IX de Aquitania | Guillermo IX de Aquitania | Guillermo IX de Aquitania | Guillermo IX de Aquitania | Guillermo IX de Aquitania | Guillermo IX de Aquitania |                       |                       | Felipa de Tolosa    | Felipa de Tolosa    | Felipa de Tolosa    | Felipa de Tolosa    | Felipa de Tolosa    | Felipa de Tolosa    |                          |                          |                          |                          |                          |                          |                         |                         |                         |                         |                     |                     |                     |                     |                     |                     |                         |                         |                           |                           |                           |                           |                           |                           | Amalarico I de Châtellerault | Amalarico I de Châtellerault | Amalarico I de Châtellerault | Amalarico I de Châtellerault | Amalarico I de Châtellerault | Amalarico I de Châtellerault |                             |                             | Dangerosa de L'Isle Bouchard | Dangerosa de L'Isle Bouchard | Dangerosa de L'Isle Bouchard | Dangerosa de L'Isle Bouchard | Dangerosa de L'Isle Bouchard | Dangerosa de L'Isle Bouchard |  |  |
|                    |                    |                             |                             |                             |                             |                             |                             | Guillermo IX de Aquitania | Guillermo IX de Aquitania | Guillermo IX de Aquitania | Guillermo IX de Aquitania | Guillermo IX de Aquitania | Guillermo IX de Aquitania |                       |                       | Felipa de Tolosa    | Felipa de Tolosa    | Felipa de Tolosa    | Felipa de Tolosa    | Felipa de Tolosa    | Felipa de Tolosa    |                          |                          |                          |                          |                          |                          |                         |                         |                         |                         |                     |                     |                     |                     |                     |                     |                         |                         |                           |                           |                           |                           |                           |                           | Amalarico I de Châtellerault | Amalarico I de Châtellerault | Amalarico I de Châtellerault | Amalarico I de Châtellerault | Amalarico I de Châtellerault | Amalarico I de Châtellerault |                             |                             | Dangerosa de L'Isle Bouchard | Dangerosa de L'Isle Bouchard | Dangerosa de L'Isle Bouchard | Dangerosa de L'Isle Bouchard | Dangerosa de L'Isle Bouchard | Dangerosa de L'Isle Bouchard |  |  |
|                    |                    |                             |                             |                             |                             |                             |                             |                           |                           |                           |                           |                           |                           |                       |                       |                     |                     |                     |                     |                     |                     |                          |                          |                          |                          |                          |                          |                         |                         |                         |                         |                     |                     |                     |                     |                     |                     |                         |                         |                           |                           |                           |                           |                           |                           |                              |                              |                              |                              |                              |                              |                             |                             |                              |                              |                              |                              |                              |                              |  |  |
|                    |                    |                             |                             |                             |                             |                             |                             |                           |                           |                           |                           |                           |                           |                       |                       |                     |                     |                     |                     |                     |                     |                          |                          |                          |                          |                          |                          |                         |                         |                         |                         |                     |                     |                     |                     |                     |                     |                         |                         |                           |                           |                           |                           |                           |                           |                              |                              |                              |                              |                              |                              |                             |                             |                              |                              |                              |                              |                              |                              |  |  |
|                    |                    |                             |                             |                             |                             |                             |                             |                           |                           |                           |                           |                           |                           |                       |                       |                     |                     |                     |                     |                     |                     | Guillermo X de Aquitania | Guillermo X de Aquitania | Guillermo X de Aquitania | Guillermo X de Aquitania | Guillermo X de Aquitania | Guillermo X de Aquitania |                         |                         |                         |                         |                     |                     |                     |                     |                     |                     | Leonor de Châtellerault | Leonor de Châtellerault | Leonor de Châtellerault   | Leonor de Châtellerault   | Leonor de Châtellerault   | Leonor de Châtellerault   |                           |                           |                              |                              |                              |                              |                              |                              |                             |                             |                              |                              |                              |                              |                              |                              |  |  |
|                    |                    |                             |                             |                             |                             |                             |                             |                           |                           |                           |                           |                           |                           |                       |                       |                     |                     |                     |                     |                     |                     | Guillermo X de Aquitania | Guillermo X de Aquitania | Guillermo X de Aquitania | Guillermo X de Aquitania | Guillermo X de Aquitania | Guillermo X de Aquitania |                         |                         |                         |                         |                     |                     |                     |                     |                     |                     | Leonor de Châtellerault | Leonor de Châtellerault | Leonor de Châtellerault   | Leonor de Châtellerault   | Leonor de Châtellerault   | Leonor de Châtellerault   |                           |                           |                              |                              |                              |                              |                              |                              |                             |                             |                              |                              |                              |                              |                              |                              |  |  |
|                    |                    |                             |                             |                             |                             |                             |                             |                           |                           |                           |                           |                           |                           |                       |                       |                     |                     |                     |                     |                     |                     |                          |                          |                          |                          |                          |                          |                         |                         |                         |                         |                     |                     |                     |                     |                     |                     |                         |                         |                           |                           |                           |                           |                           |                           |                              |                              |                              |                              |                              |                              |                             |                             |                              |                              |                              |                              |                              |                              |  |  |
|                    |                    |                             |                             |                             |                             |                             |                             |                           |                           |                           |                           |                           |                           |                       |                       |                     |                     |                     |                     |                     |                     |                          |                          |                          |                          |                          |                          |                         |                         |                         |                         |                     |                     |                     |                     |                     |                     |                         |                         |                           |                           |                           |                           |                           |                           |                              |                              |                              |                              |                              |                              |                             |                             |                              |                              |                              |                              |                              |                              |  |  |
|                    |                    |                             |                             |                             |                             |                             |                             |                           |                           |                           |                           |                           |                           | Luis VII de Francia   | Luis VII de Francia   | Luis VII de Francia | Luis VII de Francia | Luis VII de Francia | Luis VII de Francia |                     |                     |                          |                          |                          |                          |                          |                          |                         |                         | Leonor de Aquitania     | Leonor de Aquitania     | Leonor de Aquitania | Leonor de Aquitania | Leonor de Aquitania | Leonor de Aquitania |                     |                     |                         |                         |                           |                           |                           |                           |                           |                           | Enrique II de Inglaterra     | Enrique II de Inglaterra     | Enrique II de Inglaterra     | Enrique II de Inglaterra     | Enrique II de Inglaterra     | Enrique II de Inglaterra     |                             |                             |                              |                              |                              |                              |                              |                              |  |  |
|                    |                    |                             |                             |                             |                             |                             |                             |                           |                           |                           |                           |                           |                           | Luis VII de Francia   | Luis VII de Francia   | Luis VII de Francia | Luis VII de Francia | Luis VII de Francia | Luis VII de Francia |                     |                     |                          |                          |                          |                          |                          |                          |                         |                         | Leonor de Aquitania     | Leonor de Aquitania     | Leonor de Aquitania | Leonor de Aquitania | Leonor de Aquitania | Leonor de Aquitania |                     |                     |                         |                         |                           |                           |                           |                           |                           |                           | Enrique II de Inglaterra     | Enrique II de Inglaterra     | Enrique II de Inglaterra     | Enrique II de Inglaterra     | Enrique II de Inglaterra     | Enrique II de Inglaterra     |                             |                             |                              |                              |                              |                              |                              |                              |  |  |
|                    |                    |                             |                             |                             |                             |                             |                             |                           |                           |                           |                           |                           |                           |                       |                       |                     |                     |                     |                     |                     |                     |                          |                          |                          |                          |                          |                          |                         |                         |                         |                         |                     |                     |                     |                     |                     |                     |                         |                         |                           |                           |                           |                           |                           |                           |                              |                              |                              |                              |                              |                              |                             |                             |                              |                              |                              |                              |                              |                              |  |  |
|                    |                    |                             |                             |                             |                             |                             |                             |                           |                           |                           |                           |                           |                           |                       |                       |                     |                     |                     |                     |                     |                     |                          |                          |                          |                          |                          |                          |                         |                         |                         |                         |                     |                     |                     |                     |                     |                     |                         |                         |                           |                           |                           |                           |                           |                           |                              |                              |                              |                              |                              |                              |                             |                             |                              |                              |                              |                              |                              |                              |  |  |
|                    |                    |                             |                             |                             |                             |                             |                             | Enrique I de Champaña     | Enrique I de Champaña     | Enrique I de Champaña     | Enrique I de Champaña     | Enrique I de Champaña     | Enrique I de Champaña     |                       |                       | María de Francia    | María de Francia    | María de Francia    | María de Francia    | María de Francia    | María de Francia    |                          |                          | Alix de Francia          | Alix de Francia          | Alix de Francia          | Alix de Francia          | Alix de Francia         | Alix de Francia         |                         |                         | Teobaldo V de Blois | Teobaldo V de Blois | Teobaldo V de Blois | Teobaldo V de Blois | Teobaldo V de Blois | Teobaldo V de Blois |                         |                         | Ricardo I de Inglaterra   | Ricardo I de Inglaterra   | Ricardo I de Inglaterra   | Ricardo I de Inglaterra   | Ricardo I de Inglaterra   | Ricardo I de Inglaterra   |                              |                              | Juan I de Inglaterra         | Juan I de Inglaterra         | Juan I de Inglaterra         | Juan I de Inglaterra         | Juan I de Inglaterra        | Juan I de Inglaterra        |                              |                              |                              |                              |                              |                              |  |  |
|                    |                    |                             |                             |                             |                             |                             |                             | Enrique I de Champaña     | Enrique I de Champaña     | Enrique I de Champaña     | Enrique I de Champaña     | Enrique I de Champaña     | Enrique I de Champaña     |                       |                       | María de Francia    | María de Francia    | María de Francia    | María de Francia    | María de Francia    | María de Francia    |                          |                          | Alix de Francia          | Alix de Francia          | Alix de Francia          | Alix de Francia          | Alix de Francia         | Alix de Francia         |                         |                         | Teobaldo V de Blois | Teobaldo V de Blois | Teobaldo V de Blois | Teobaldo V de Blois | Teobaldo V de Blois | Teobaldo V de Blois |                         |                         | Ricardo I de Inglaterra   | Ricardo I de Inglaterra   | Ricardo I de Inglaterra   | Ricardo I de Inglaterra   | Ricardo I de Inglaterra   | Ricardo I de Inglaterra   |                              |                              | Juan I de Inglaterra         | Juan I de Inglaterra         | Juan I de Inglaterra         | Juan I de Inglaterra         | Juan I de Inglaterra        | Juan I de Inglaterra        |                              |                              |                              |                              |                              |                              |  |  |
|                    |                    |                             |                             |                             |                             |                             |                             |                           |                           |                           |                           |                           |                           |                       |                       |                     |                     |                     |                     |                     |                     |                          |                          |                          |                          |                          |                          |                         |                         |                         |                         |                     |                     |                     |                     |                     |                     |                         |                         |                           |                           |                           |                           |                           |                           |                              |                              |                              |                              |                              |                              |                             |                             |                              |                              |                              |                              |                              |                              |  |  |
|                    |                    |                             |                             |                             |                             |                             |                             |                           |                           |                           |                           | Casa de Champaña          | Casa de Champaña          | Casa de Champaña      | Casa de Champaña      | Casa de Champaña    | Casa de Champaña    |                     |                     |                     |                     |                          |                          |                          |                          |                          |                          | Casa de Blois           | Casa de Blois           | Casa de Blois           | Casa de Blois           | Casa de Blois       | Casa de Blois       |                     |                     |                     |                     |                         |                         |                           |                           |                           |                           |                           |                           |                              |                              | Dinastía de los Plantagenet  | Dinastía de los Plantagenet  | Dinastía de los Plantagenet  | Dinastía de los Plantagenet  | Dinastía de los Plantagenet | Dinastía de los Plantagenet |                              |                              |                              |                              |                              |                              |  |  |

#### Linajes reales (Borbones, Capetianos)
Tan pronto como los Tibaldianos tomaron el control de Champaña, comenzando con Teobaldo el Grande en 1102, la casa de Blois se convirtió en la fuente de muchos monarcas. En el siglo XI, los numerosos matrimonios principescos atestiguan la creciente influencia de la casa, sobre todo por su participación en la Primera Cruzada, en Champaña, en Bretaña y en Normandía.

#### Genealogía simplificada
: Rey de Francia

 : Conde de Blois

 : Conde de Champaña
|  |  |                              |                              |                              |                              |                              |                              |                             |                             |                             |                             |                   |                   |                      |                      |                      |                      |                       |                       |                       |                       |                       |                       |  |  |                     |                     |                     |                     |                     |                     |  |  |                   |                   |                   |                   |                         |                      |                      |                      |                      |                      |                     |                     |                     |                     |  |  |  |  |  |  |
|  |  |                              |                              |                              |                              |                              |                              |                             |                             |                             |                             |                   |                   | Teobaldo IV de Blois | Teobaldo IV de Blois | Teobaldo IV de Blois | Teobaldo IV de Blois | Teobaldo IV de Blois  | Teobaldo IV de Blois  |                       |                       |                       |                       |  |  | Matilde de Carintia | Matilde de Carintia | Matilde de Carintia | Matilde de Carintia | Matilde de Carintia | Matilde de Carintia |  |  |                   |                   |                   |                   |                         |                      |                      |                      |                      |                      |                     |                     |                     |                     |  |  |  |  |  |  |
|  |  |                              |                              |                              |                              |                              |                              |                             |                             |                             |                             |                   |                   | Teobaldo IV de Blois | Teobaldo IV de Blois | Teobaldo IV de Blois | Teobaldo IV de Blois | Teobaldo IV de Blois  | Teobaldo IV de Blois  |                       |                       |                       |                       |  |  | Matilde de Carintia | Matilde de Carintia | Matilde de Carintia | Matilde de Carintia | Matilde de Carintia | Matilde de Carintia |  |  |                   |                   |                   |                   |                         |                      |                      |                      |                      |                      |                     |                     |                     |                     |  |  |  |  |  |  |
|  |  |                              |                              |                              |                              |                              |                              |                             |                             |                             |                             |                   |                   |                      |                      |                      |                      |                       |                       |                       |                       |                       |                       |  |  |                     |                     |                     |                     |                     |                     |  |  |                   |                   |                   |                   |                         |                      |                      |                      |                      |                      |                     |                     |                     |                     |  |  |  |  |  |  |
|  |  |                              |                              |                              |                              |                              |                              |                             |                             |                             |                             |                   |                   |                      |                      |                      |                      |                       |                       |                       |                       |                       |                       |  |  |                     |                     |                     |                     |                     |                     |  |  |                   |                   |                   |                   |                         |                      |                      |                      |                      |                      |                     |                     |                     |                     |  |  |  |  |  |  |
|  |  | Balduino I de Constantinopla | Balduino I de Constantinopla | Balduino I de Constantinopla | Balduino I de Constantinopla | Balduino I de Constantinopla | Balduino I de Constantinopla |                             |                             | María de Champaña           | María de Champaña           | María de Champaña | María de Champaña | María de Champaña    | María de Champaña    |                      |                      | Enrique I de Champaña | Enrique I de Champaña | Enrique I de Champaña | Enrique I de Champaña | Enrique I de Champaña | Enrique I de Champaña |  |  | Teobaldo V de Blois | Teobaldo V de Blois | Teobaldo V de Blois | Teobaldo V de Blois | Teobaldo V de Blois | Teobaldo V de Blois |  |  | Adela de Champaña | Adela de Champaña | Adela de Champaña | Adela de Champaña | Adela de Champaña       | Adela de Champaña    |                      |                      | Luis VII de Francia  | Luis VII de Francia  | Luis VII de Francia | Luis VII de Francia | Luis VII de Francia | Luis VII de Francia |  |  |  |  |  |  |
|  |  | Balduino I de Constantinopla | Balduino I de Constantinopla | Balduino I de Constantinopla | Balduino I de Constantinopla | Balduino I de Constantinopla | Balduino I de Constantinopla |                             |                             | María de Champaña           | María de Champaña           | María de Champaña | María de Champaña | María de Champaña    | María de Champaña    |                      |                      | Enrique I de Champaña | Enrique I de Champaña | Enrique I de Champaña | Enrique I de Champaña | Enrique I de Champaña | Enrique I de Champaña |  |  | Teobaldo V de Blois | Teobaldo V de Blois | Teobaldo V de Blois | Teobaldo V de Blois | Teobaldo V de Blois | Teobaldo V de Blois |  |  | Adela de Champaña | Adela de Champaña | Adela de Champaña | Adela de Champaña | Adela de Champaña       | Adela de Champaña    |                      |                      | Luis VII de Francia  | Luis VII de Francia  | Luis VII de Francia | Luis VII de Francia | Luis VII de Francia | Luis VII de Francia |  |  |  |  |  |  |
|  |  |                              |                              |                              |                              |                              |                              |                             |                             |                             |                             |                   |                   |                      |                      |                      |                      |                       |                       |                       |                       |                       |                       |  |  |                     |                     |                     |                     |                     |                     |  |  |                   |                   |                   |                   |                         |                      |                      |                      |                      |                      |                     |                     |                     |                     |  |  |  |  |  |  |
|  |  |                              |                              |                              |                              | Margarita de Constantinopla  | Margarita de Constantinopla  | Margarita de Constantinopla | Margarita de Constantinopla | Margarita de Constantinopla | Margarita de Constantinopla |                   |                   |                      |                      |                      |                      |                       |                       |                       |                       |                       |                       |  |  |                     |                     |                     |                     |                     |                     |  |  |                   |                   |                   |                   | Felipe II de Francia    | Felipe II de Francia | Felipe II de Francia | Felipe II de Francia | Felipe II de Francia | Felipe II de Francia |                     |                     |                     |                     |  |  |  |  |  |  |
|  |  |                              |                              |                              |                              | Margarita de Constantinopla  | Margarita de Constantinopla  | Margarita de Constantinopla | Margarita de Constantinopla | Margarita de Constantinopla | Margarita de Constantinopla |                   |                   |                      |                      |                      |                      |                       |                       |                       |                       |                       |                       |  |  |                     |                     |                     |                     |                     |                     |  |  |                   |                   |                   |                   | Felipe II de Francia    | Felipe II de Francia | Felipe II de Francia | Felipe II de Francia | Felipe II de Francia | Felipe II de Francia |                     |                     |                     |                     |  |  |  |  |  |  |
|  |  |                              |                              |                              |                              |                              |                              |                             |                             |                             |                             |                   |                   |                      |                      |                      |                      |                       |                       |                       |                       |                       |                       |  |  |                     |                     |                     |                     |                     |                     |  |  |                   |                   |                   |                   | Dinastía de los Capetos |                      |                      |                      |                      |                      |                     |                     |                     |                     |  |  |  |  |  |  |

 : Rey de Francia

 : Conde de Blois
|  |  |                   |                   |                   |                   |                         |                     |                     |                     |                     |                     |                   |                   |                    |                    |                    |                    |                    |                    |  |  |  |  |                        |                        |                        |                        |                        |                        |  |  |
|  |  |                   |                   |                   |                   | Dinastía de los Capetos |                     |                     |                     |                     |                     |                   |                   |                    |                    |                    |                    |                    |                    |  |  |  |  |                        |                        |                        |                        |                        |                        |  |  |
|  |  |                   |                   |                   |                   |                         |                     |                     |                     |                     |                     |                   |                   |                    |                    |                    |                    |                    |                    |  |  |  |  |                        |                        |                        |                        |                        |                        |  |  |
|  |  |                   |                   |                   |                   | Carlos V de Francia     |                     |                     |                     |                     |                     |                   |                   |                    |                    |                    |                    |                    |                    |  |  |  |  |                        |                        |                        |                        |                        |                        |  |  |
|  |  |                   |                   |                   |                   |                         |                     |                     |                     |                     |                     |                   |                   |                    |                    |                    |                    |                    |                    |  |  |  |  |                        |                        |                        |                        |                        |                        |  |  |
|  |  |                   |                   |                   |                   |                         |                     |                     |                     |                     |                     |                   |                   |                    |                    |                    |                    |                    |                    |  |  |  |  |                        |                        |                        |                        |                        |                        |  |  |
|  |  |                   |                   |                   |                   | Luis de Valois          | Luis de Valois      | Luis de Valois      | Luis de Valois      | Luis de Valois      | Luis de Valois      |                   |                   | Valentina Visconti | Valentina Visconti | Valentina Visconti | Valentina Visconti | Valentina Visconti | Valentina Visconti |  |  |  |  | Carlos VI de Francia   | Carlos VI de Francia   | Carlos VI de Francia   | Carlos VI de Francia   | Carlos VI de Francia   | Carlos VI de Francia   |  |  |
|  |  |                   |                   |                   |                   | Luis de Valois          | Luis de Valois      | Luis de Valois      | Luis de Valois      | Luis de Valois      | Luis de Valois      |                   |                   | Valentina Visconti | Valentina Visconti | Valentina Visconti | Valentina Visconti | Valentina Visconti | Valentina Visconti |  |  |  |  | Carlos VI de Francia   | Carlos VI de Francia   | Carlos VI de Francia   | Carlos VI de Francia   | Carlos VI de Francia   | Carlos VI de Francia   |  |  |
|  |  |                   |                   |                   |                   |                         |                     |                     |                     |                     |                     |                   |                   |                    |                    |                    |                    |                    |                    |  |  |  |  |                        |                        |                        |                        |                        |                        |  |  |
|  |  |                   |                   |                   |                   |                         |                     |                     |                     |                     |                     |                   |                   |                    |                    |                    |                    |                    |                    |  |  |  |  |                        |                        |                        |                        |                        |                        |  |  |
|  |  | María de Cléveris | María de Cléveris | María de Cléveris | María de Cléveris | María de Cléveris       | María de Cléveris   |                     |                     | Carlos de Orleans   | Carlos de Orleans   | Carlos de Orleans | Carlos de Orleans | Carlos de Orleans  | Carlos de Orleans  |                    |                    |                    |                    |  |  |  |  | Luis XI de Francia     | Luis XI de Francia     | Luis XI de Francia     | Luis XI de Francia     | Luis XI de Francia     | Luis XI de Francia     |  |  |
|  |  | María de Cléveris | María de Cléveris | María de Cléveris | María de Cléveris | María de Cléveris       | María de Cléveris   |                     |                     | Carlos de Orleans   | Carlos de Orleans   | Carlos de Orleans | Carlos de Orleans | Carlos de Orleans  | Carlos de Orleans  |                    |                    |                    |                    |  |  |  |  | Luis XI de Francia     | Luis XI de Francia     | Luis XI de Francia     | Luis XI de Francia     | Luis XI de Francia     | Luis XI de Francia     |  |  |
|  |  |                   |                   |                   |                   |                         |                     |                     |                     |                     |                     |                   |                   |                    |                    |                    |                    |                    |                    |  |  |  |  |                        |                        |                        |                        |                        |                        |  |  |
|  |  |                   |                   |                   |                   |                         |                     |                     |                     |                     |                     |                   |                   |                    |                    |                    |                    |                    |                    |  |  |  |  |                        |                        |                        |                        |                        |                        |  |  |
|  |  |                   |                   |                   |                   | Luis XII de Francia     | Luis XII de Francia | Luis XII de Francia | Luis XII de Francia | Luis XII de Francia | Luis XII de Francia |                   |                   | Ana de Bretaña     | Ana de Bretaña     | Ana de Bretaña     | Ana de Bretaña     | Ana de Bretaña     | Ana de Bretaña     |  |  |  |  | Carlos VIII de Francia | Carlos VIII de Francia | Carlos VIII de Francia | Carlos VIII de Francia | Carlos VIII de Francia | Carlos VIII de Francia |  |  |
|  |  |                   |                   |                   |                   | Luis XII de Francia     | Luis XII de Francia | Luis XII de Francia | Luis XII de Francia | Luis XII de Francia | Luis XII de Francia |                   |                   | Ana de Bretaña     | Ana de Bretaña     | Ana de Bretaña     | Ana de Bretaña     | Ana de Bretaña     | Ana de Bretaña     |  |  |  |  | Carlos VIII de Francia | Carlos VIII de Francia | Carlos VIII de Francia | Carlos VIII de Francia | Carlos VIII de Francia | Carlos VIII de Francia |  |  |
|  |  |                   |                   |                   |                   |                         |                     |                     |                     |                     |                     |                   |                   |                    |                    |                    |                    |                    |                    |  |  |  |  |                        |                        |                        |                        |                        |                        |  |  |